# Chinoiserie

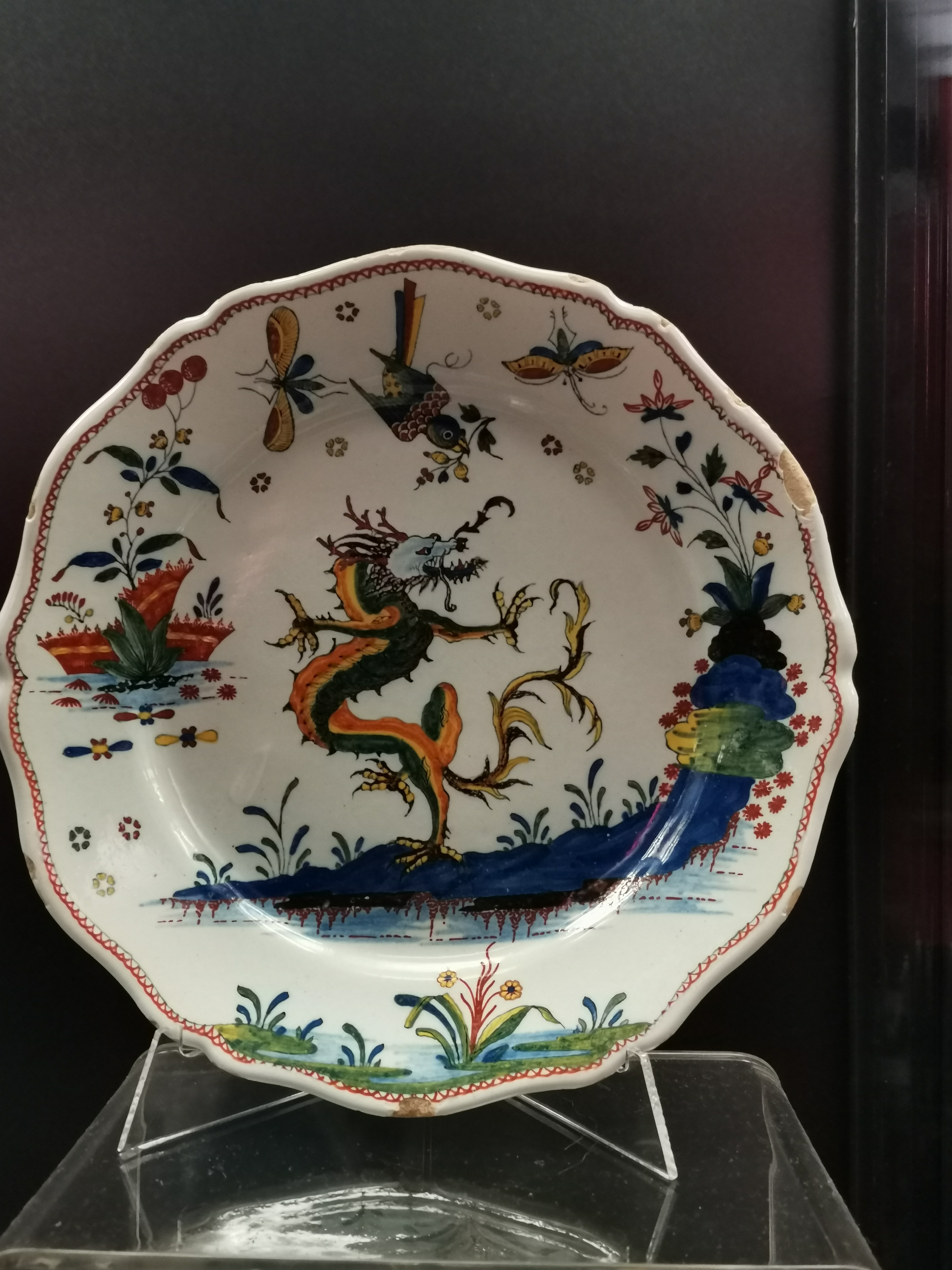
Assiette à imitation de décor de dragon chinois dit à la guivre en faïence de Rouen, circa 1750-60, France.

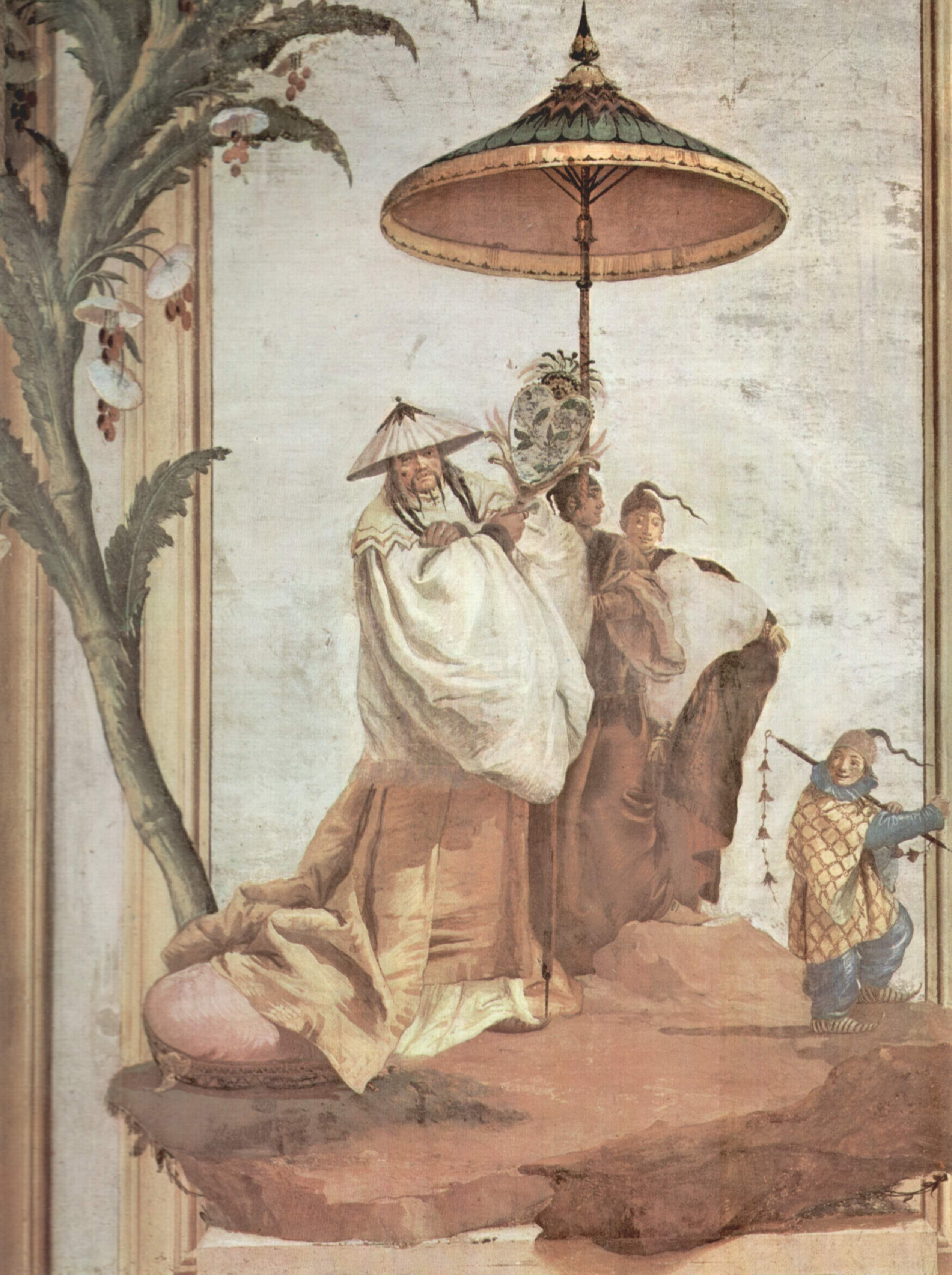
L'Occident reproduit les images de l'Orient : fresque italienne de Giovanni Domenico Tiepolo, 1757.

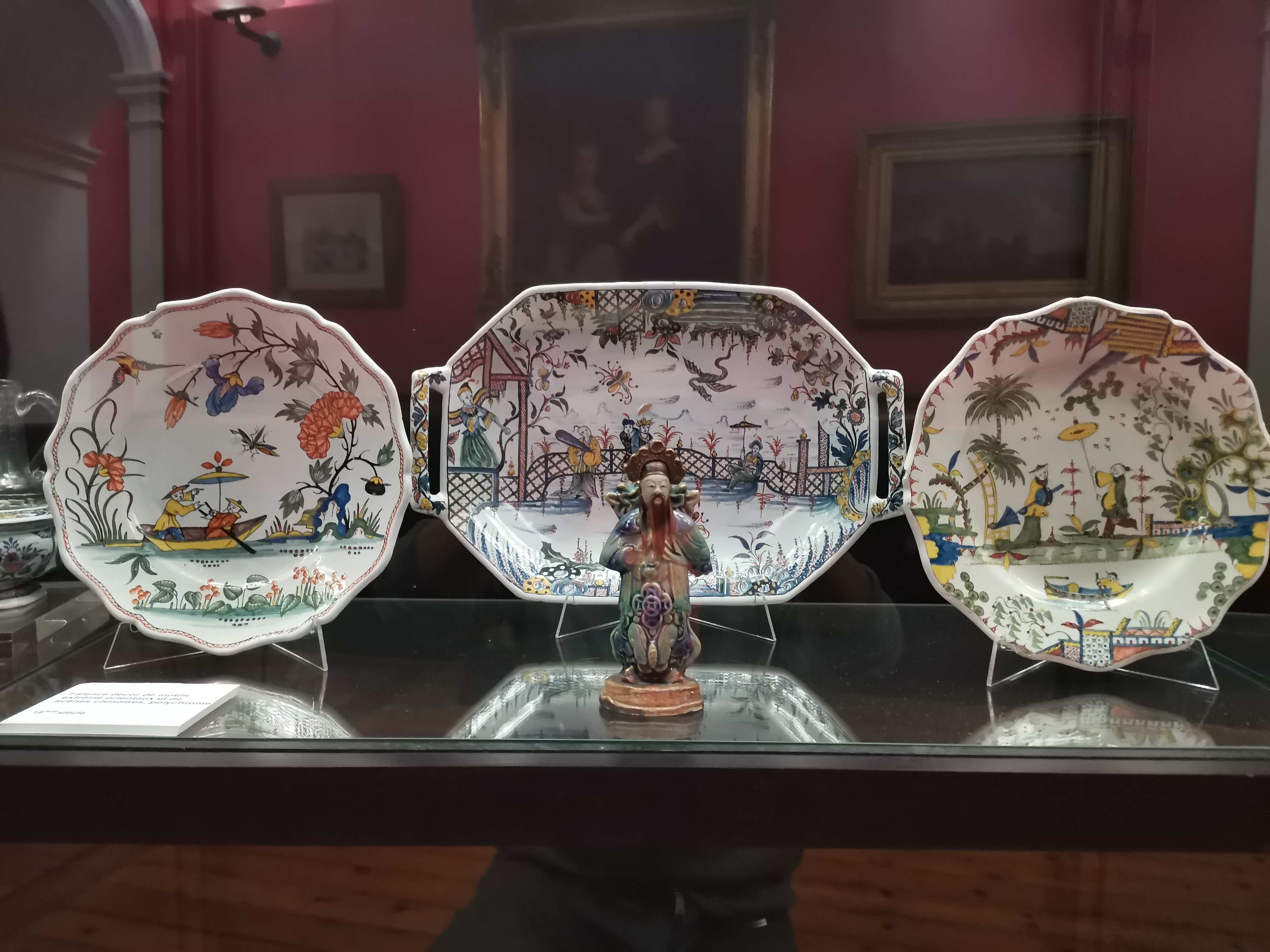
Statuette, assiettes et plat en céramique de Rouen, Chinoiserie, XVIIIe siècle, France, Musée de Bernay

Une chinoiserie est un objet d'art européen décoratif des XVIIe et XVIIIe siècles dont l'esthétique décalque l'art d'Asie. Il évoque l'attrait du collectionnisme pour les objets et architectures provenant d'Extrême-Orient, plus que de Chine en particulier. Il reflète un goût pour un Extrême-Orient rêvé, son imagerie et ses symboles, dans la forme (asymétrie, jeux sur les échelles) comme dans le fond (motifs et canons). L'art d'Asie orientale est vu et lu comme un modèle de singularités, qui est admiré, collectionné, copié, adapté mais aussi hybridé.
Par extension, le mot chinoiserie va désigner les bibelots ou objets d'art qui proviennent de Chine ou qui en sont dans le goût réel ou de fantaisie.
Le terme apparaît en 1823, chez Charles Fourier, pour désigner un art servile, immobile et fait de préjugés imitant les chinois qu'il ridiculise, puis il est repris en 1836, sous la plume de Honoré de Balzac dans son roman L'Interdiction « pour désigner les objets décoratifs venus de Chine (...) qui forge l’esthétique du chimérique, du fantastique, de l’exotisme, du renouveau d’un style baroque ou rococo qui accompagnent le romantisme ».
Le mot entre dans le dictionnaire Larousse en 1845, avec un sens péjoratif de bizarre et vulgaire pour désigner les objets de bazars prisés par les femmes légères ou parvenues.
Le mot « chinoiserie » est repris du français en anglais, allemand ou néerlandais et se dit « style chinois » (中国风) en mandarin.

## Histoire

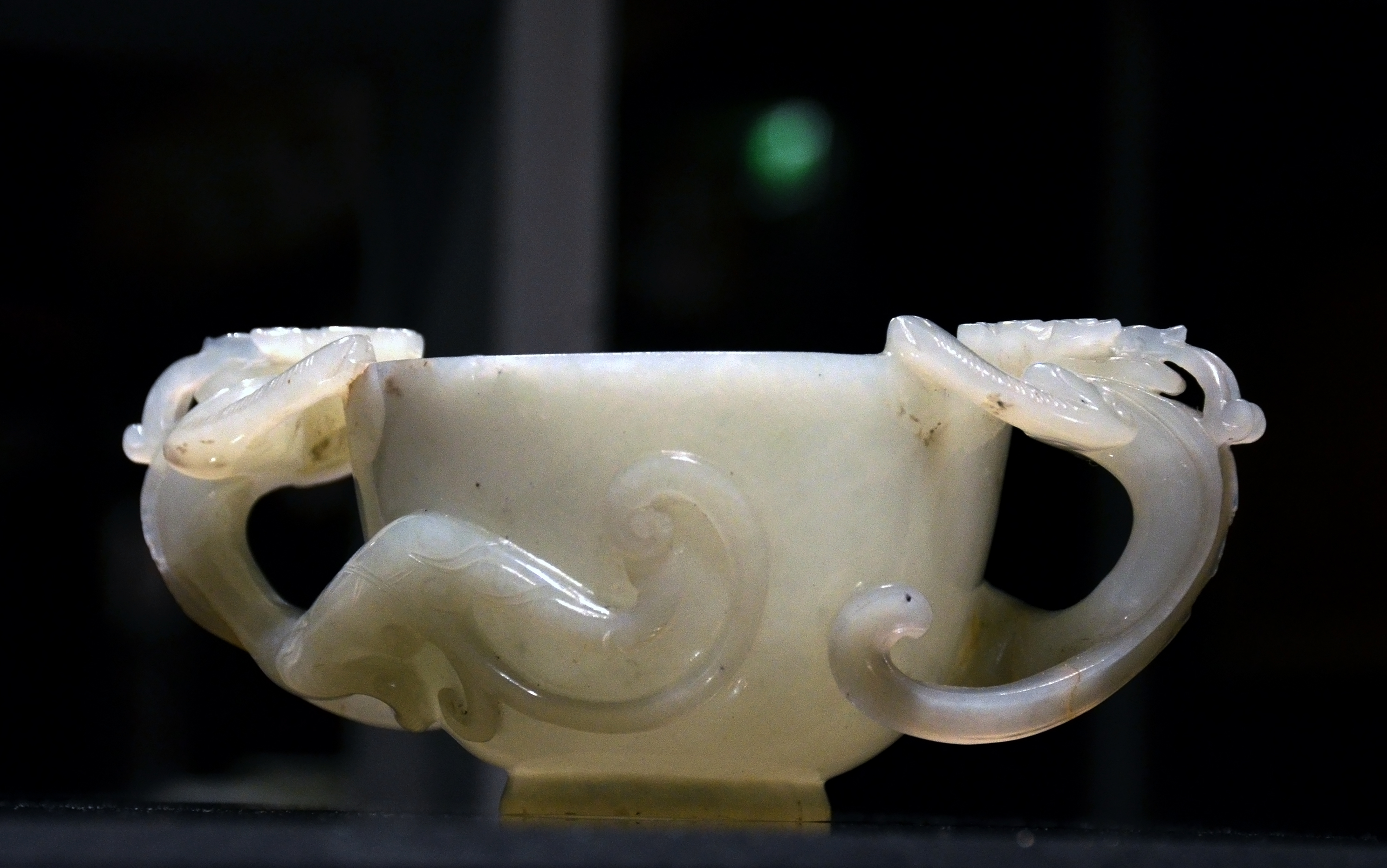
La coupe en jade (dynastie Ming, Chine) issue de la collection du cardinal Mazarin entre 1653 et 1661, puis dans celle de Louis XIV aujourd'hui au Musée Guimet, Paris.

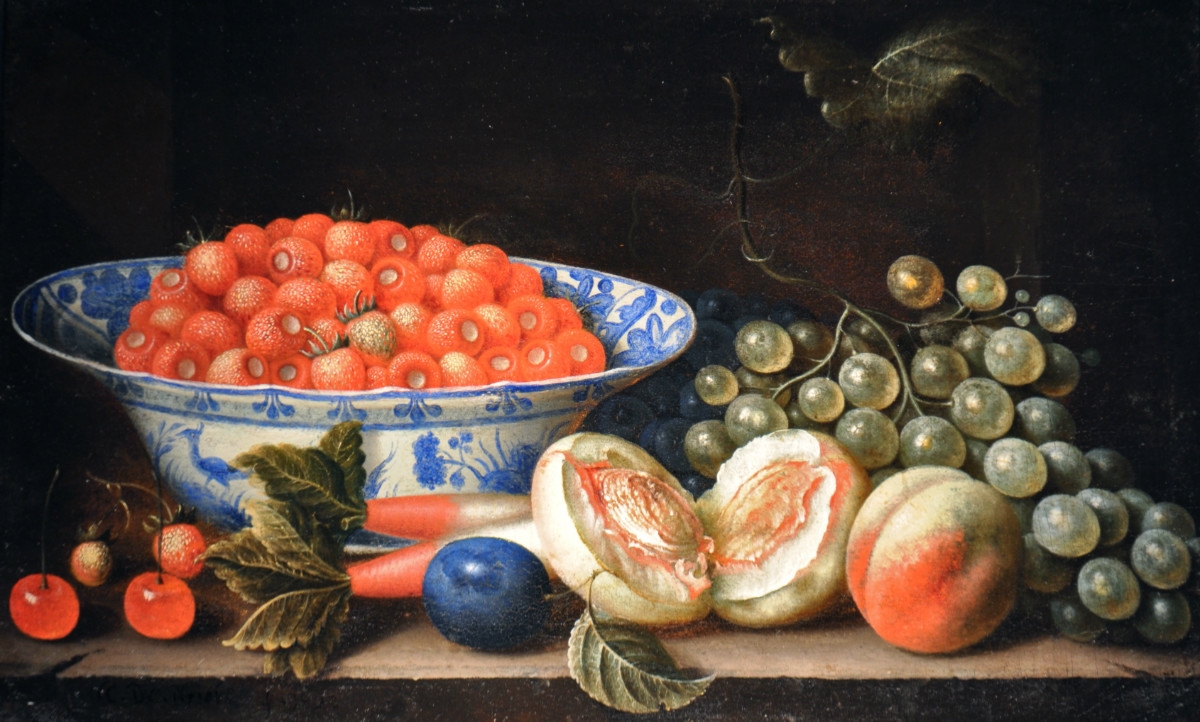
Cornelis de Bryer - Fruits et fraises dans un bol Wan-Li, une céramique d'exportation V.1658.

L'attrait pour les objets venus de Chine se manifeste en Europe dès l'Antiquité (tissus de soies), avant de s'épanouir du XIVe au XVIIIe siècle, où objet de collections il fut assimilé d'une part à la vogue rococo du baroque français, au style rocaille et d'autre part à l'excentricité anglomane du XIXe siècle. On peut prêter à cet engouement des résonances « philosophiques », tel qu'il est inscrit dans des thèmes littéraires de la sinophilie développés aux Lumières qui voit dans l'Empire Céleste le modèle idéal du gouvernement du despote éclairé. L'esthétique de la chinoiserie s'inscrit dans un mouvement complexe d'échanges diplomatiques et culturels entre artisans et artistes d'Asie et d'Occident qui s'influencent mutuellement.
En 1700, la reconnaissance mutuelle de l'Empereur Xangxi et Louis XIV pour les français, ou pour les Chinois la soumission du roi de France à l'empereur de Chine ouvre une période de fascination réciproque. Ainsi la culture chinoise va jouer un rôle important dans la prise de conscience d'une forme de beauté propre à l'irrégularité en Europe.
Le chinoiserie était très populaire en Europe au XVIIIe siècle pour de nombreuses raisons. Les Européens avaient un intérêt marqué pour l'Asie, en raison de l'extension du commerce avec l'Extrême-Orient, en particulier la Chine. Leur contact avec cette nouvelle culture, bien que toujours limité, s'était accru. Le terme "Chine" représentait, dans l'esprit des Européens, une région plus vaste incluant non seulement la Chine elle-même, mais aussi le Japon, la Corée, l'Asie du Sud-Est, l'Inde et même la Perse. Dans l'art, le style "oriental" était perçu comme une source d'inspiration ; les riches images et les dessins harmonieux de ce style reflétaient l'image d'un monde idéal, d'où l'on pouvait puiser des idées pour remodeler sa propre culture. Ainsi, le style chinoiserie doit être considéré comme un résultat important des échanges entre l'Occident et l'Orient. Au XIXe siècle, particulièrement dans la seconde moitié, le style chinoiserie fut inclus dans la définition générale de l'exotisme.
Bien que le terme "chinoiserie" ait pour racine "Chine", les Européens des XVIIe et XVIIIe siècles n'avaient pas une idée claire de la réalité de la Chine. Souvent, les termes tels que "Orient", "Extrême-Orient" ou "Chine" étaient utilisés de manière interchangeable pour désigner la région de l'Asie de l'Est, avec la véritable culture chinoise comme principal représentant, mais la signification de ces termes pouvait varier en fonction du contexte. Par exemple, dans son œuvre de 1772 "On Oriental Gardening", Sir William Chambers utilisait le terme "China" pour désigner l'Orient en général. Dans les registres financiers de Louis XIV aux XVIIe et XVIIIe siècles, des expressions telles que "façon de la Chine" ou "à la chinoise" étaient déjà enregistrées. Au XIXe siècle, le terme "chinoiserie" est apparu pour la première fois dans la littérature française. Dans le roman L'Interdiction, publié en 1836, Honoré de Balzac employait "chinoiserie" pour désigner des objets d'art au style chinois. Dès lors, ce terme a progressivement gagné en popularité, étant utilisé de manière plus fréquente pour désigner des objets fabriqués dans le style chinois, mais parfois aussi pour désigner des objets élégants ou rares. En 1878, "chinoiserie" est officiellement entré dans le dictionnaire de l'Académie française.

### Céramique et porcelaine
La porcelaine de Chine est remarquable et connue de longue date, vendue par les marchands d'Asie Mineure dans le bassin méditerranéen, pour son aspect translucide et fin qu'aucune autre céramique ne possédait, elle est décrite ainsi au milieu du IXe siècle : « Il y a dans ce pays une argile très fine, avec laquelle on fait des vases qui ont la transparence du verre ; l'eau se voit au travers ». Ces porcelaines apparaissent dans les inventaires du duc d'Anjou ou du duc de Normandie dès le XIVe siècle.
Aussi de la Renaissance au XVIIIe siècle, les artisans européens de Rouen en France, Delft en Hollande,ou de Meissen en Saxe tentèrent de s'approprier des techniques pour imiter la porcelaine chinoise, en bleu et blanc qui est importée depuis Canton par les Portugais à partir de 1514, tout en imitant les motifs et dessins, pagodes, personnages, dragons... sans connaître le secret du kaolin.

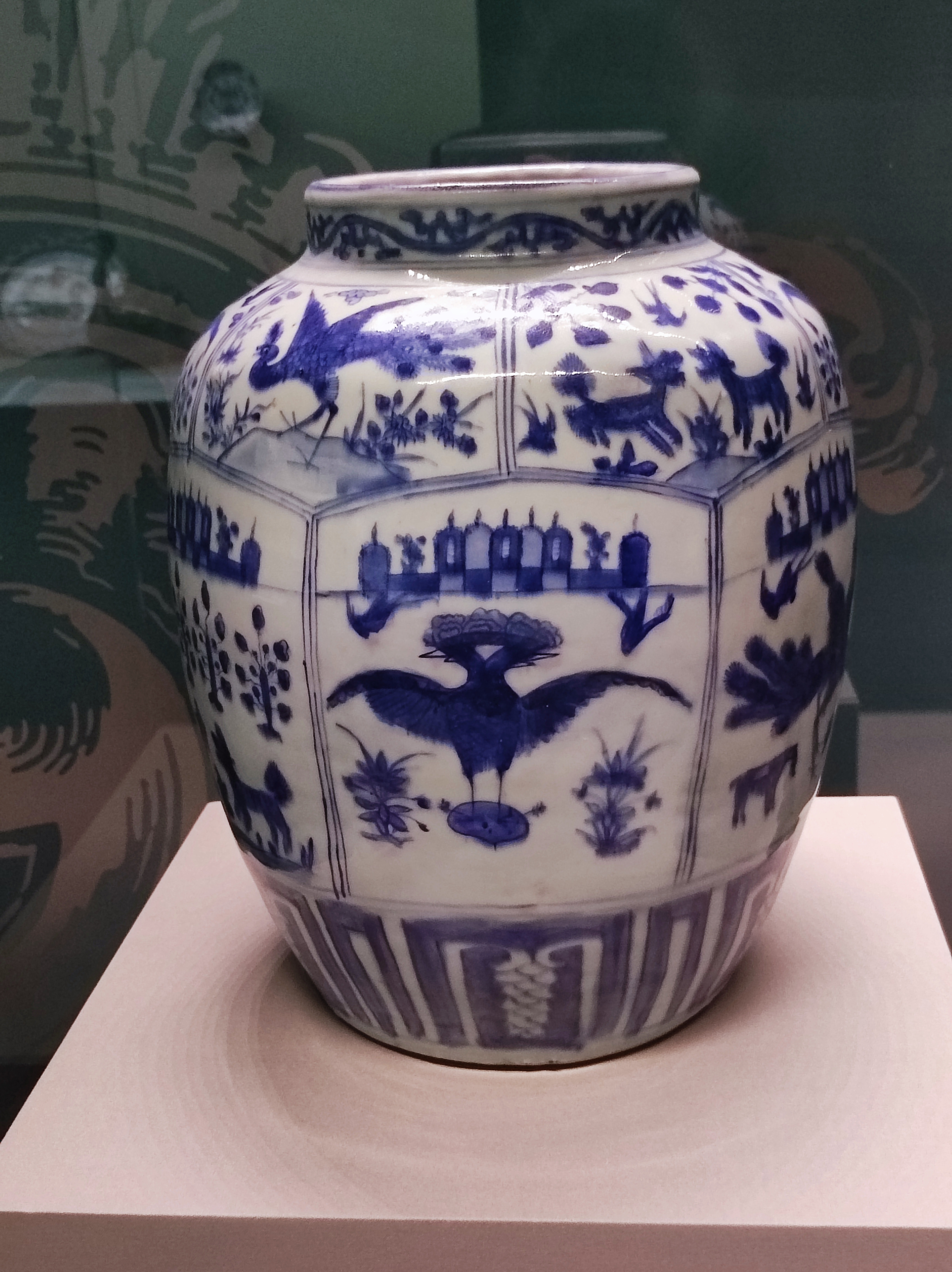
Jarre à emblème augustinien, aigle à deux têtes tenant le cœur de la conversion catholique, avec décors d'oiseaux et de feuillages, de maisons et églises mexicaines sur le haut. Porcelaine Chine, Jingdezhen vers 1590-1640, Asian Civilisations Museum, Singapour

#### Cinq exemples de céramiques chinoises imitées duXVIeauXVIIIesiècle

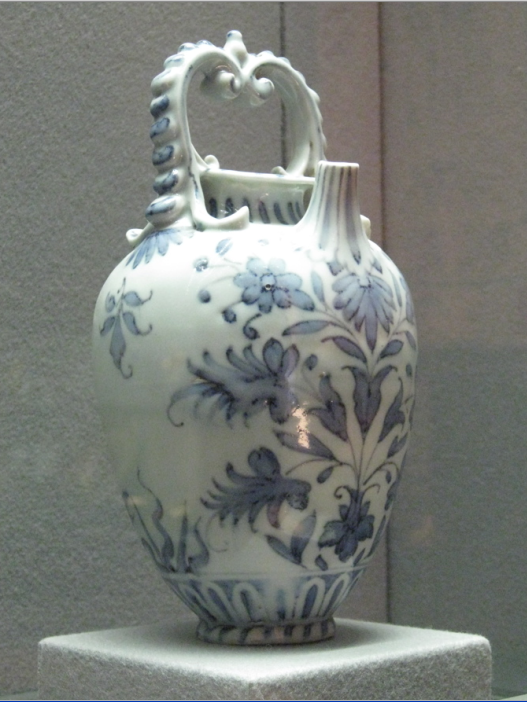
Biberon Medicis v.1585/87. Une imitation de porcelaine chinoise faite en Italie. Musée du Louvre
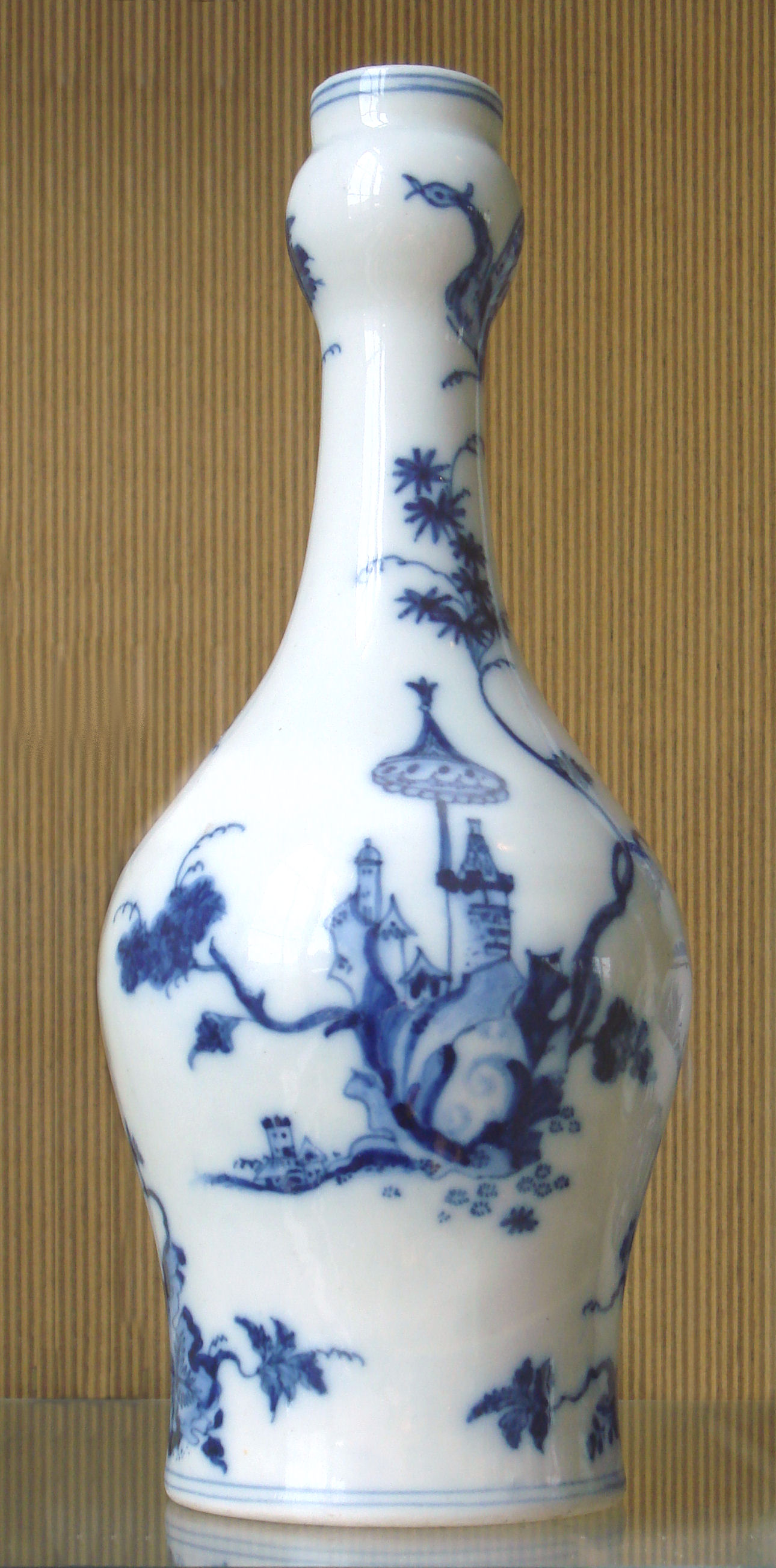
Porcelaine de Rouen à motif chinois fin du XVIIe siècle
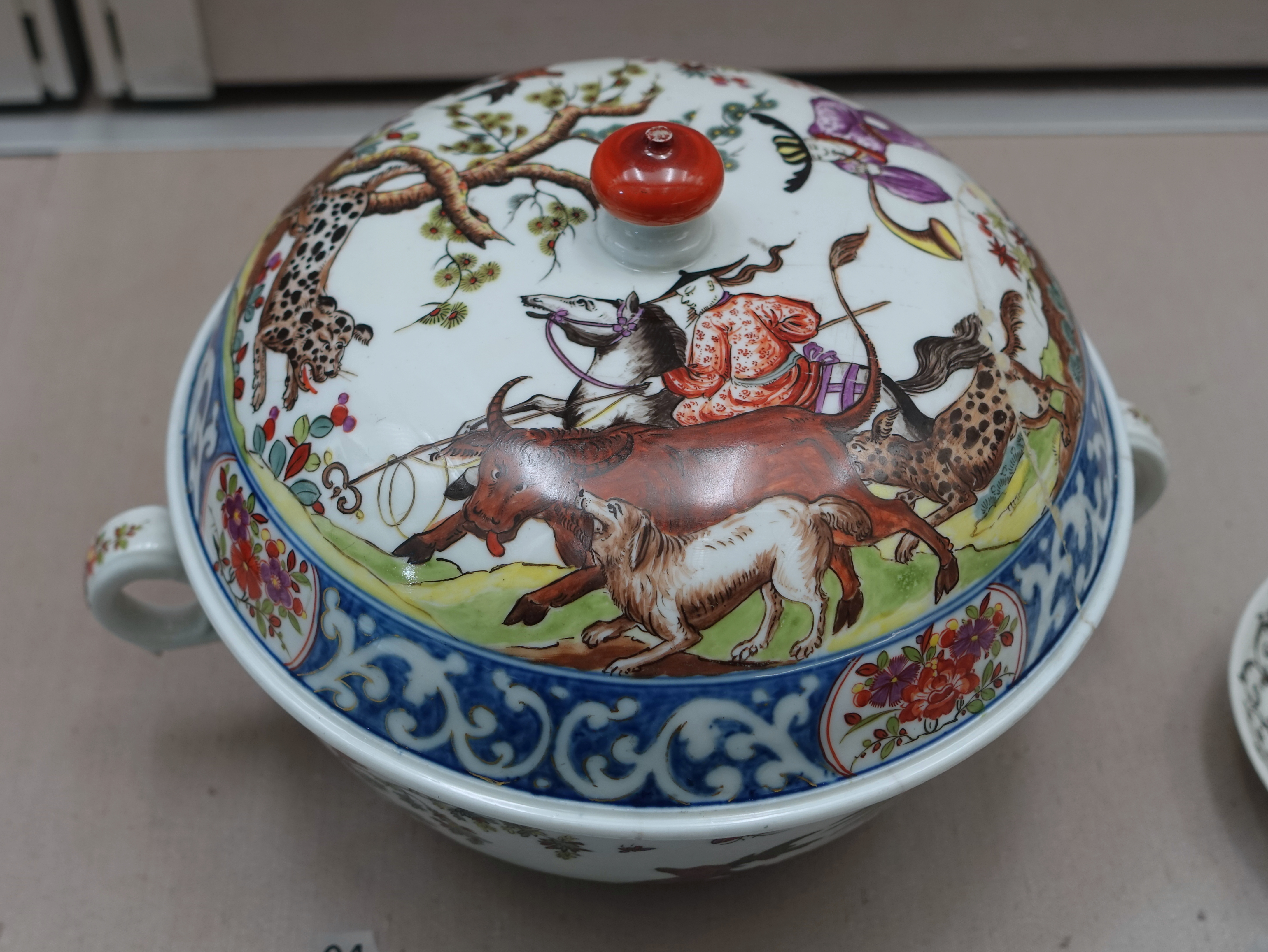
Plat couvert en porcelaine à motif chinois, Nuremberg, Allemagne, 1725.
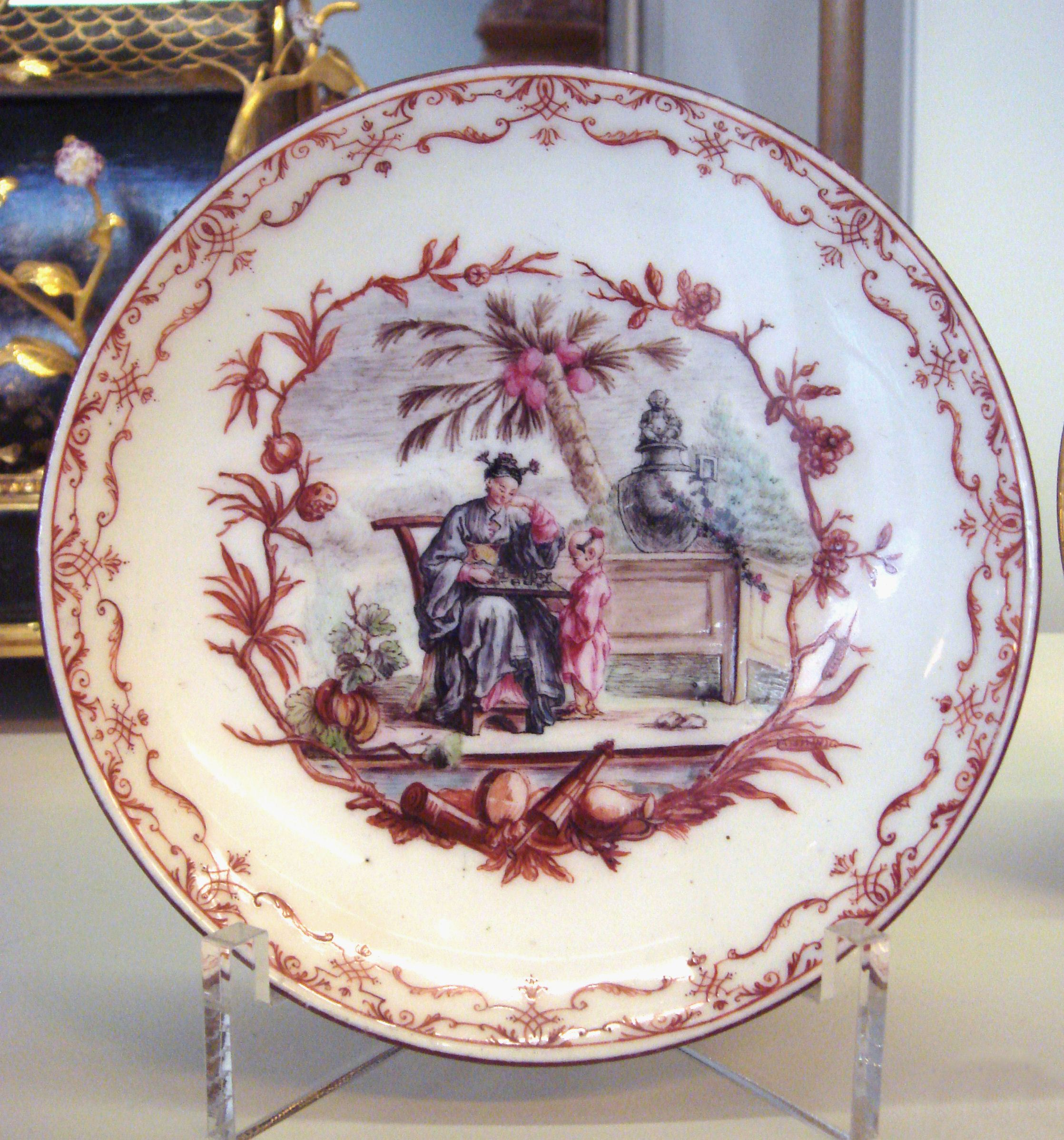
Manufacture de Vincennes, assiette de porcelaine (1749-1753) Jeune mère chinoise et enfant, Musée des arts décoratifs, Paris.
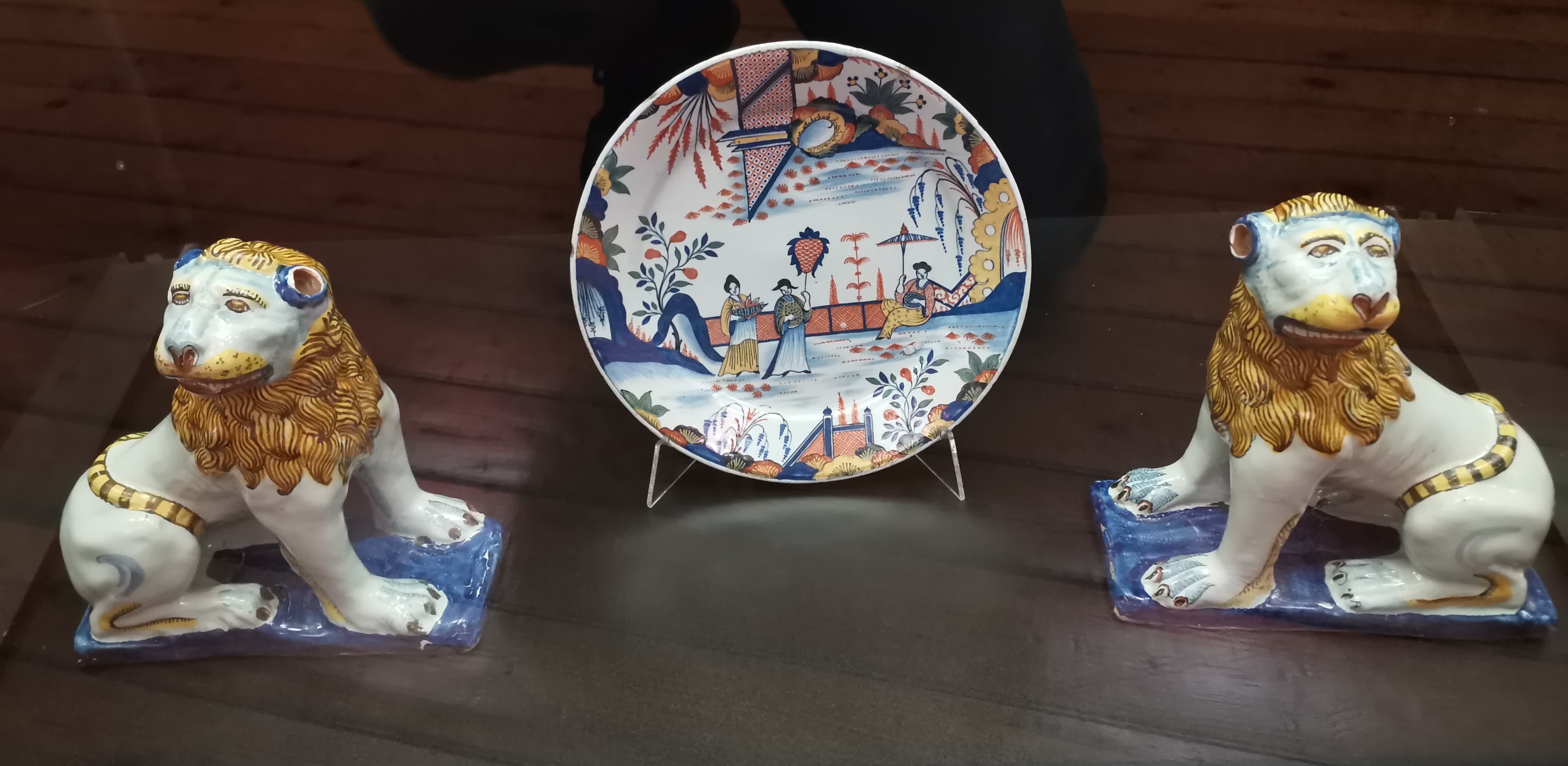
Lions de Fô, version des Chiens de Fô en faïence de Rouen, XVIIIe siècle, Musée de Bernay.

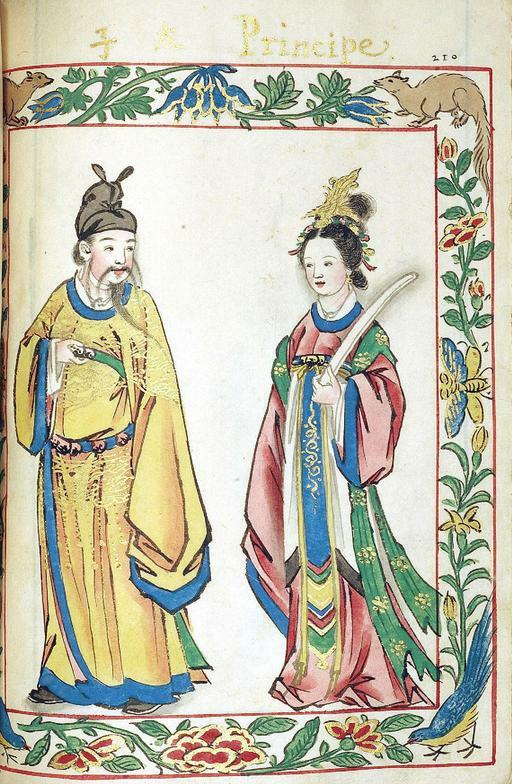
Prince et Princesse de Chine dans le Codex Boxer de (1590) pour le roi Philippe II d'Espagne

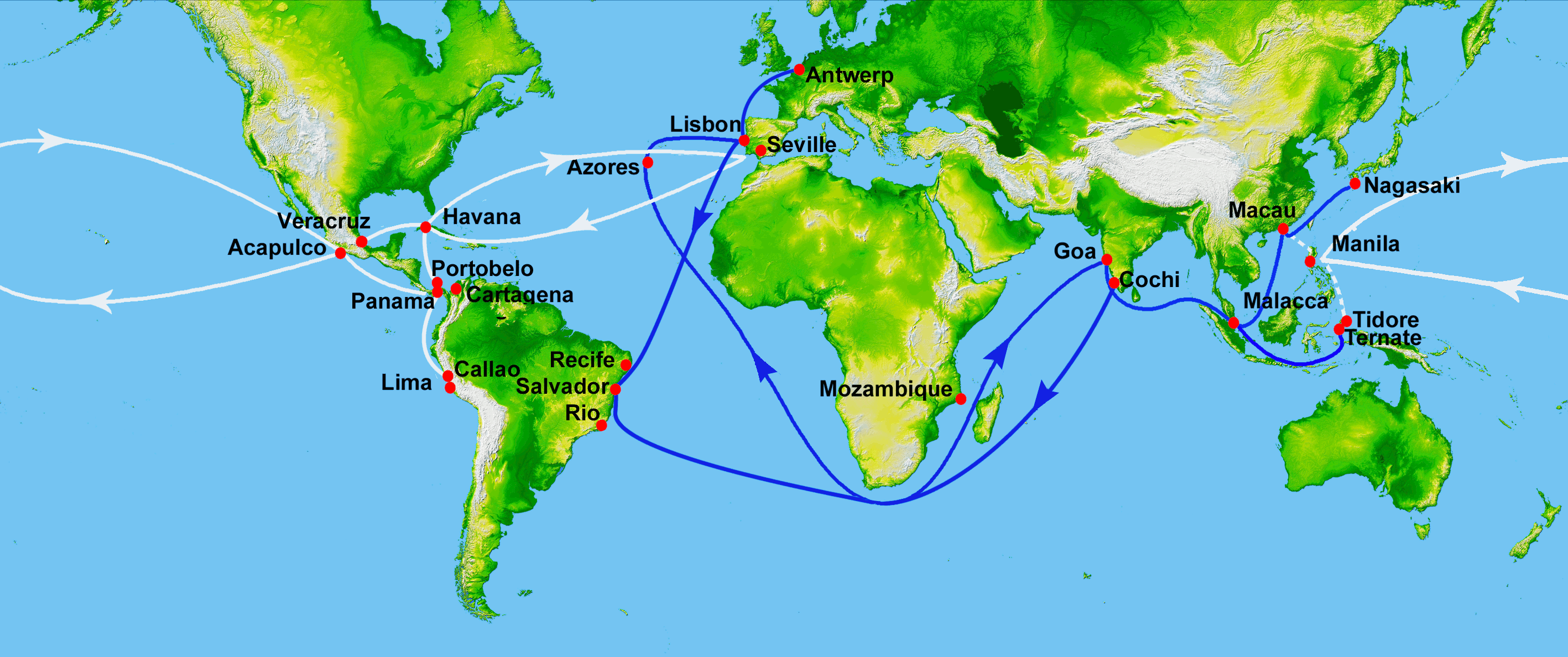
Routes commerciales portugaises vers Macao et Nagasaki en bleu et en blanc routes espagnoles depuis les Philipines au XVIe siècle.

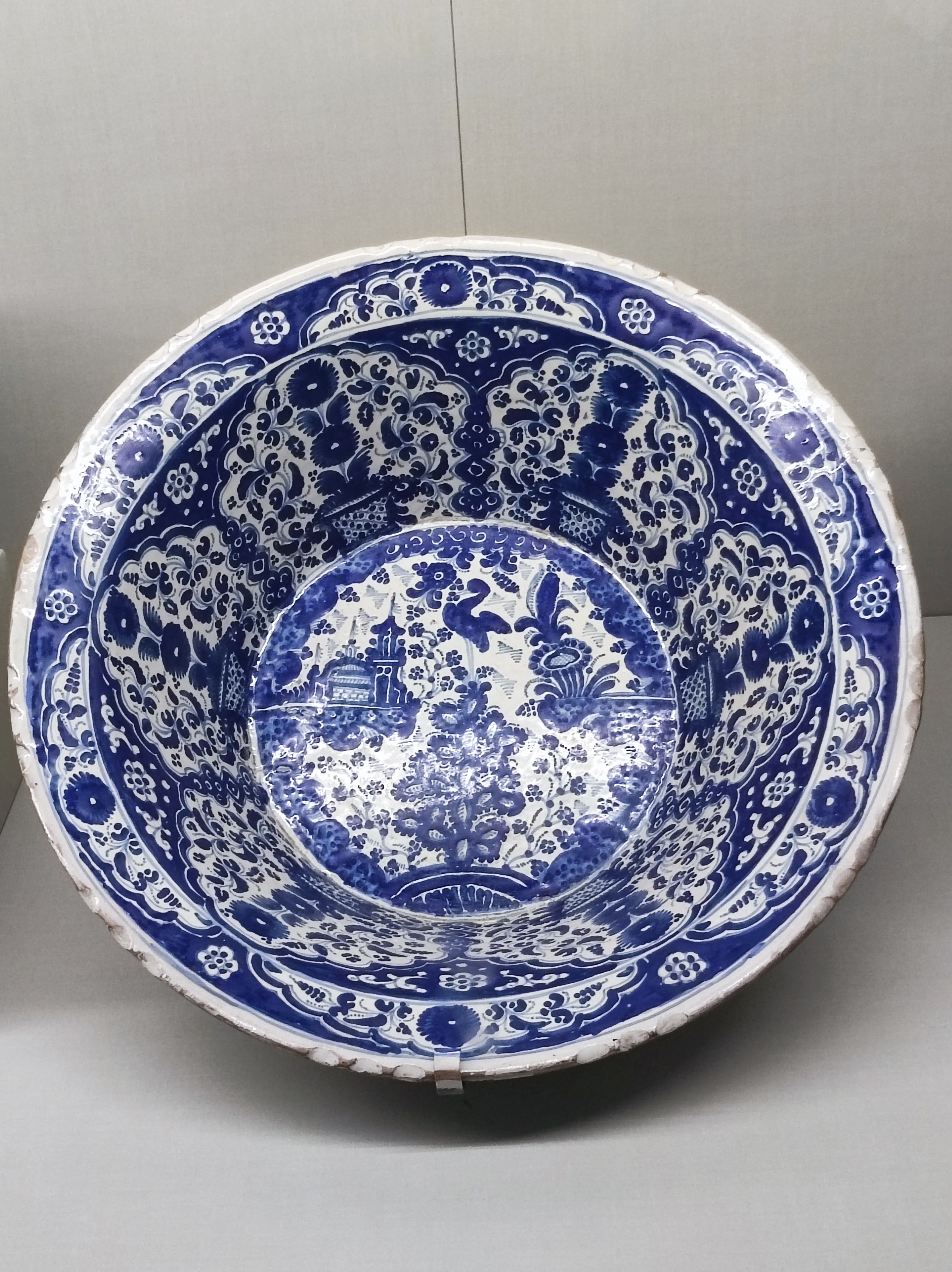
Vasque en Faience émaillée du Mexique, Puebla fin 17e ou début 18e siècle. Asian Civilisations Museum. Singapour. Cette vasque spectaculaire produite au Mexique présente un décor à la pagode bleue de caractère chinois, avec en devant un cactus sur lequel est posé un oiseau, référence au mythe mexicain de Tenochtitlan fondateur de la ville de Mexico. La forme de la vasque hispanique dérive de l'art du métal islamique. Un parfait exemple d'hybridation.

.

### Objets de collection de la royauté
Les porcelaines chinoises et les objets d'extrême-Orient sont collectionnés par la noblesse et le clergé, par exemple le cardinal Richelieu possédait une collection de 400 pièces venues de Chine au Palais Cardinal. Les marchands portugais vendaient à la foire Saint-Germain des objets de "Lachine" (en un seul mot). Les objets recherchés étaient du tissu, des soies, des porcelaines et des meubles laqués (coffres et paravents). À Lisbonne, la collection d’assiettes de porcelaines chinoises, dont les plus anciennes datent de 1500, accrochée au plafond de la “Salle des porcelaines” du palais de Santos, est un exemple du commerce de céramiques entre la  Chine et l’Europe et de sa réception esthétique. Le roi d'Espagne Philippe II possédait une collection de 3000 pièces, essentiellement des porcelaines "bleues et blanches", les Médicis eux 400 céladons et bleues et blanches.
L'objet chinois le plus ancien entré dans les collections de Louis XIV à Versailles est une petite coupe de jade blanc de l’époque Ming provenant de la vente de la succession du cardinal Mazarin décédé en 1661, qui se trouve aujourd'hui au musée Guimet.
Le voyage de Marco Polo et son récit (1271) participent de l'image que les Européens se font de l'Asie. Le Codex Boxer (es) écrit et illustré par un artiste chinois v.1590 pour le roi d'Espagne Philippe II, donne ainsi une connaissance générale des peuples de Manille, de la Chine et du Japon. Au XVIIIe siècle, les nombreuses éditions illustrées de récits de voyage et correspondances des missionnaires jésuites, dont le fameux "China illustrata" d'Athanasius Kircher, éditée à Rome en 1667, constituent une source encyclopédique mélangeant réalité et fiction.

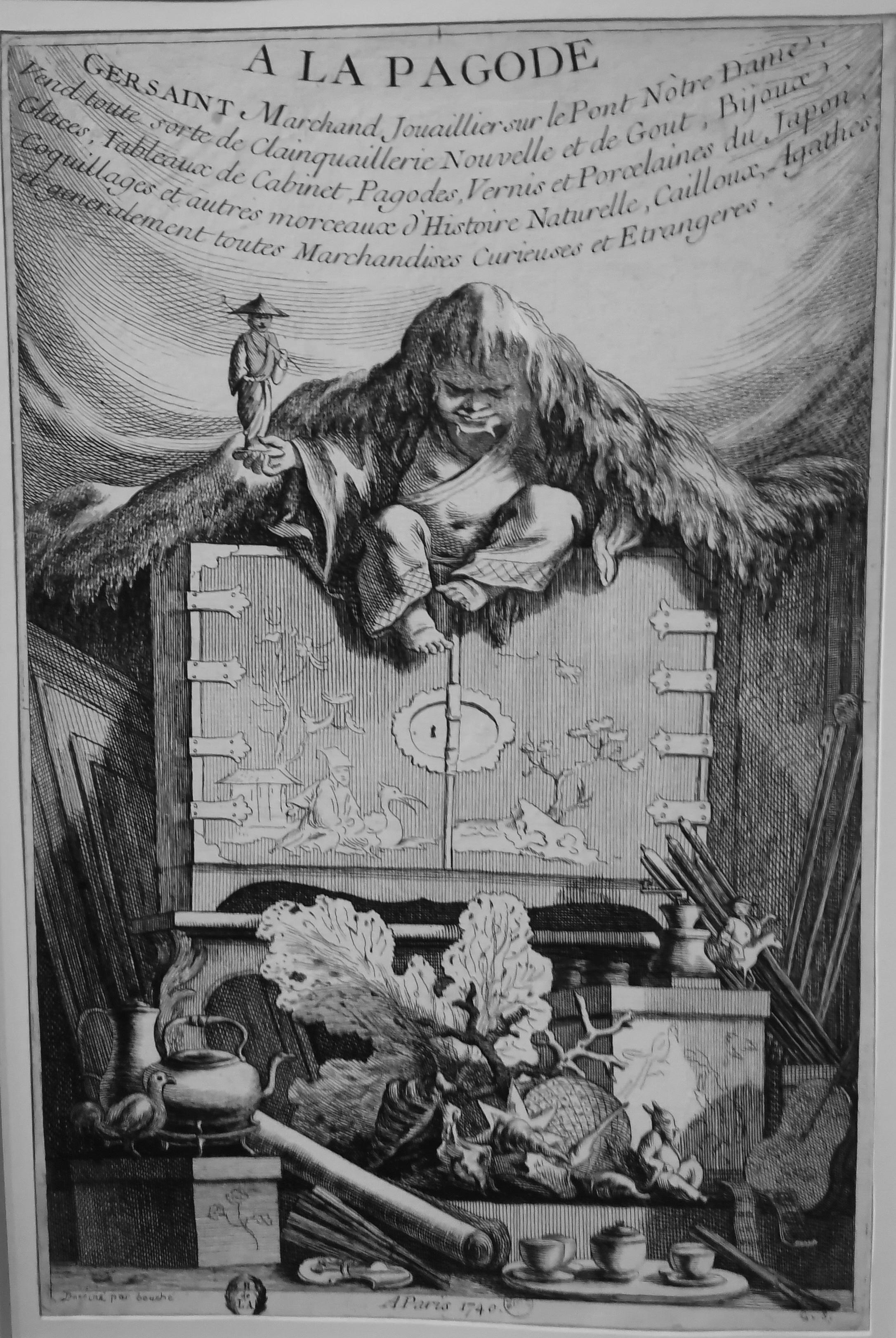
L'affiche de la boutique parisienne "À La Pagode" de chinoiseries du marchand Edme-François Gersaint par François Boucher (XVIIIe siècle). On reconnait un coffre japonais sur lequel le marchand Guersaint est caricaturé assis tenant à la main un bibelot, devant du corail, une théière et un service à thé.

L'instauration de la route du « galion de Manille » à partir de 1565, par les Espagnols fut un des commerces les plus rentables avec des bateaux de 50 mètres de long et de 2000 tonneaux traversant le Pacifique. Les Espagnols échangeaient et achetaient avec l'argent de la Nouvelle-Espagne aux Chinois et Japonais de l'or et des porcelaines qu'ils convoyaient depuis Manille et les Philippines jusqu'à Acapulco, une fois déchargée la marchandise était convoyée vers Veracruz pour être chargée à bord de galions pour l'Europe.
Le dominicain espagnol Domingo Navarrete (1618- ap.1672) est tellement impressionné par les possibilités économiques qu'offrait la Chine en produits de fantaisie qu'il écrit dans son récit de voyage en Chine : « Si on envoyait quatre gros galions dans les villes de Nankin, de Suzhou, de Hangzhou, et dans n’importe quelle autre ville comparable, on pourrait les charger de milliers d’objets curieux et de jouets que le monde admirerait et on en tirerait un gros bénéfice tout en les vendant à des prix raisonnables.».

### La chinoiserie de commande

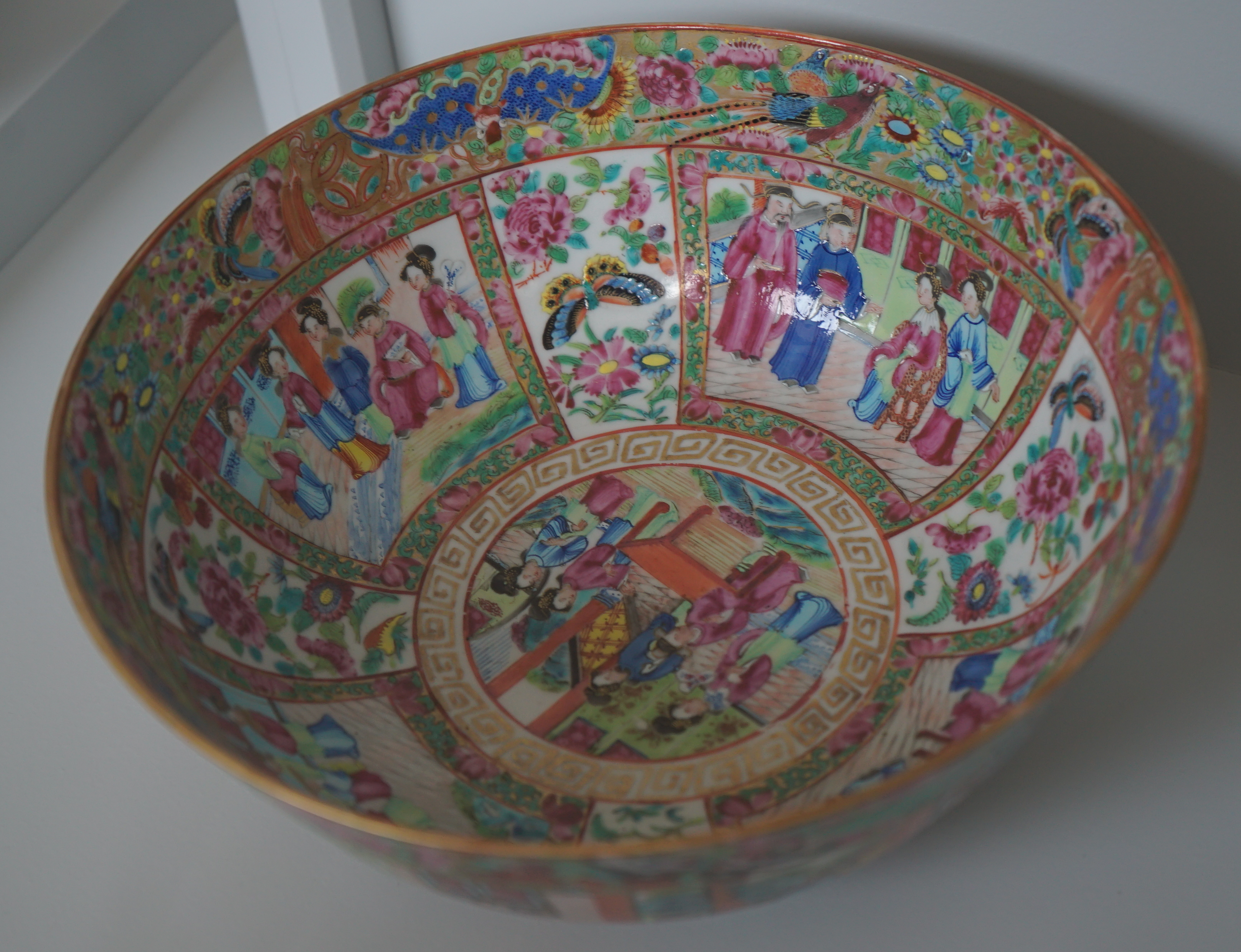
Assiette en Canton XIXe siècle, une chinoiserie faite en Chine pour l'exportation.

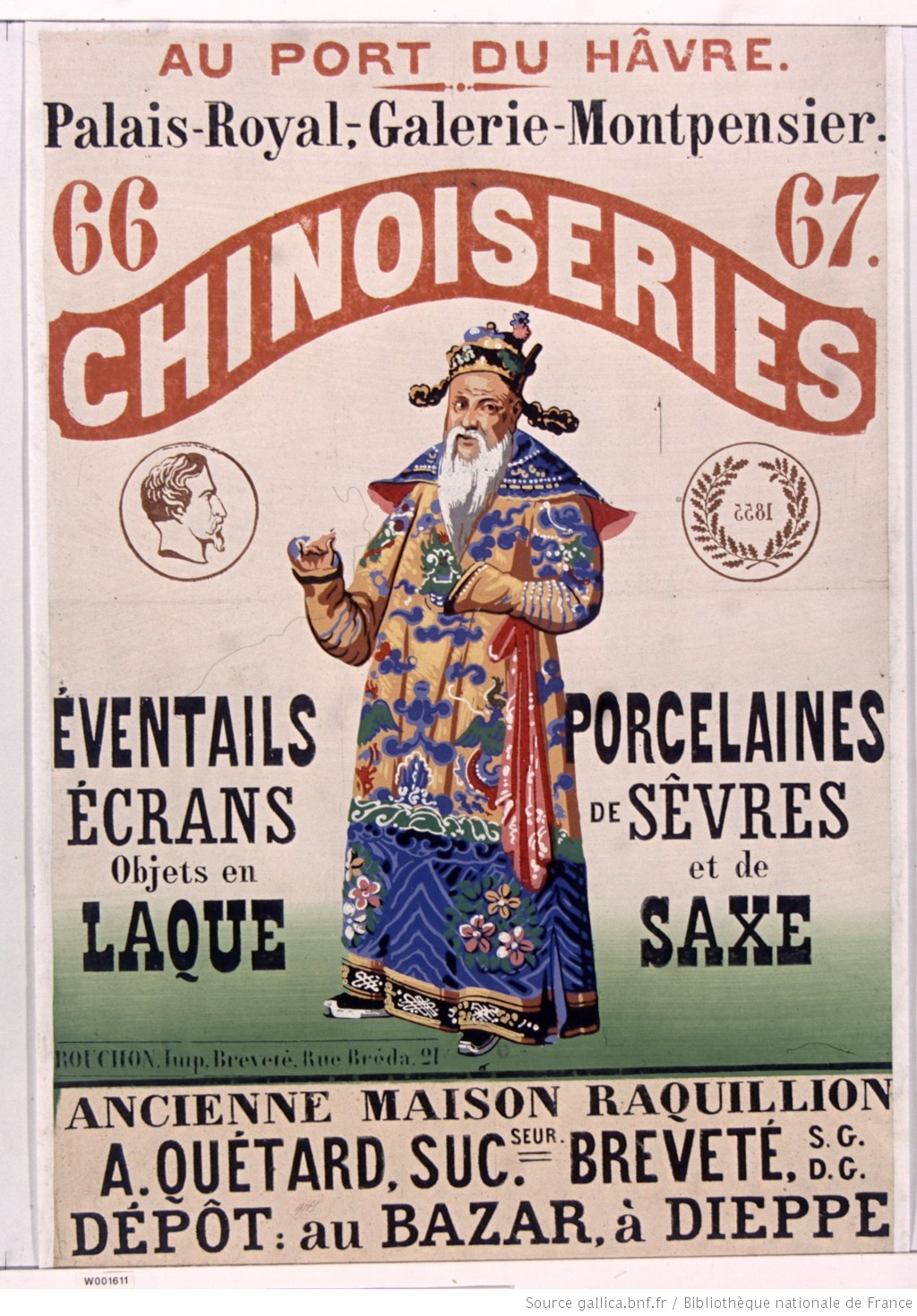
Affiche d'une boutique parisienne de chinoiseries, de porcelaines en 1855.

Le succès de l'exportation de la céramique chinoise conduit les chinois à créer une forme de céramique spécifiquement destinée à l'exportation, dit « Yang-Khi » (Vase des mers), à partir du XVIe siècle. Les premières porcelaines exportées sont les porcelaines kraak à partir de 1570, dont le nom dérive du nom des bateaux portugais de commerce "Caraque". Copies de porcelaine classique, mais changeant de formes chaque année , ou correspondant à l'imaginaire occidental, dite "Canton", imitant entre autres les émaux de Limoges dès le XVIe siècle,, et toujours pratiquée aujourd'hui .
La production est située a Jingdezhen ou Canton. Ainsi Louis XV commandera à Jingdezhen par exemple un service de porcelaine avec un mélange de motifs mixtes, floraux à la française et de poissons rouges chinois. Sous la dynastie Quing au XVIIIe siècle, on évalue à 60 millions — a minima — le nombre de pièces de porcelaine qui sont exportées par la Chine en Europe, à travers les différentes compagnies des Indes, hollandaises, anglaises, suédoises ou françaises.
Dans le détroit de Malacca, l'importance de la communauté chinoise Peranakan ou Baba-Nyonya, qui fonde son identité sur la mixité et l'hybridation avec les indonésiens, les indiens, les musulmans ou les européens, crée des styles variées de porcelaines dites "chinoises", qui n'ont rien de classique .

### Les cloisonnés

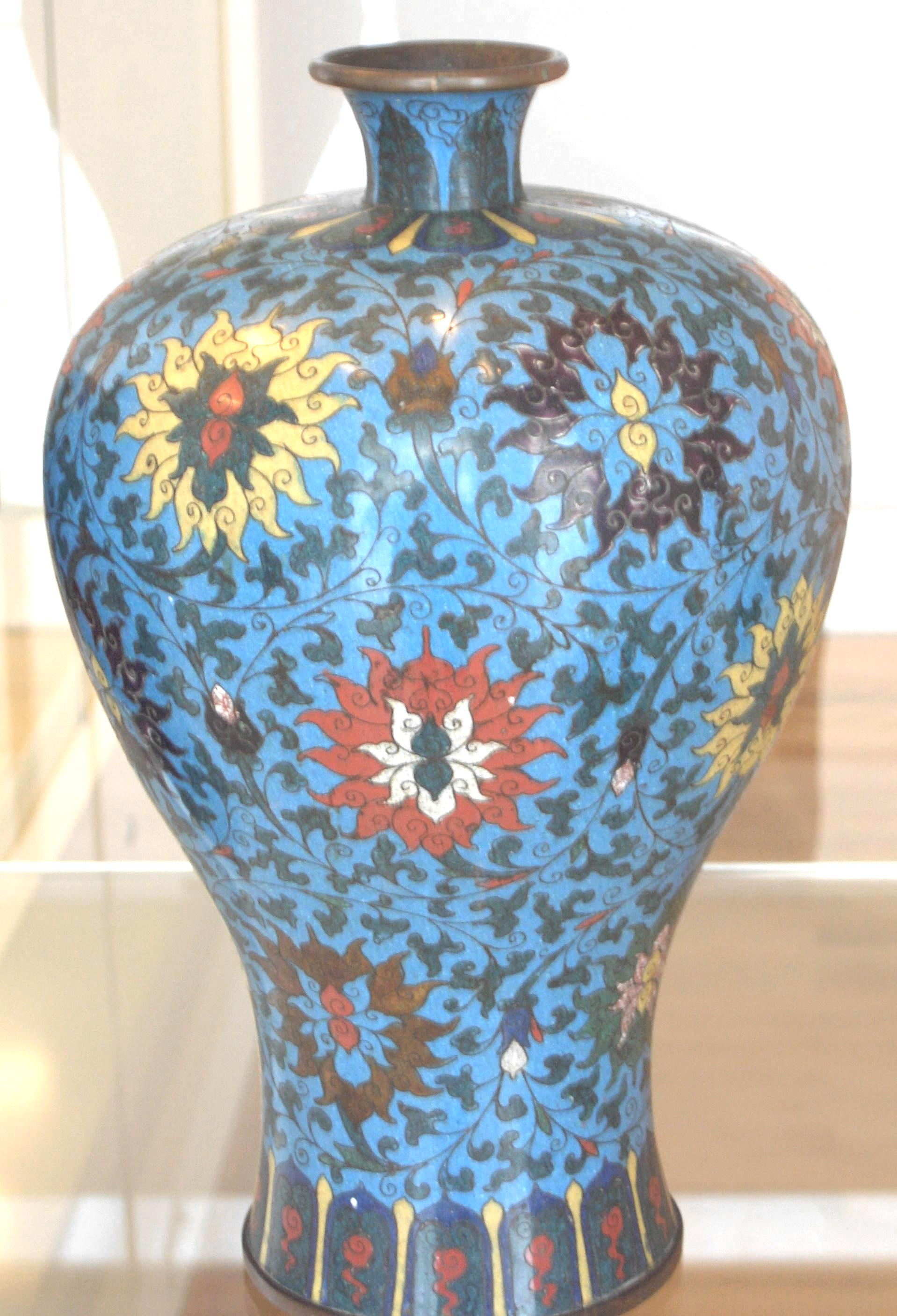
Vase cloisonné Ming

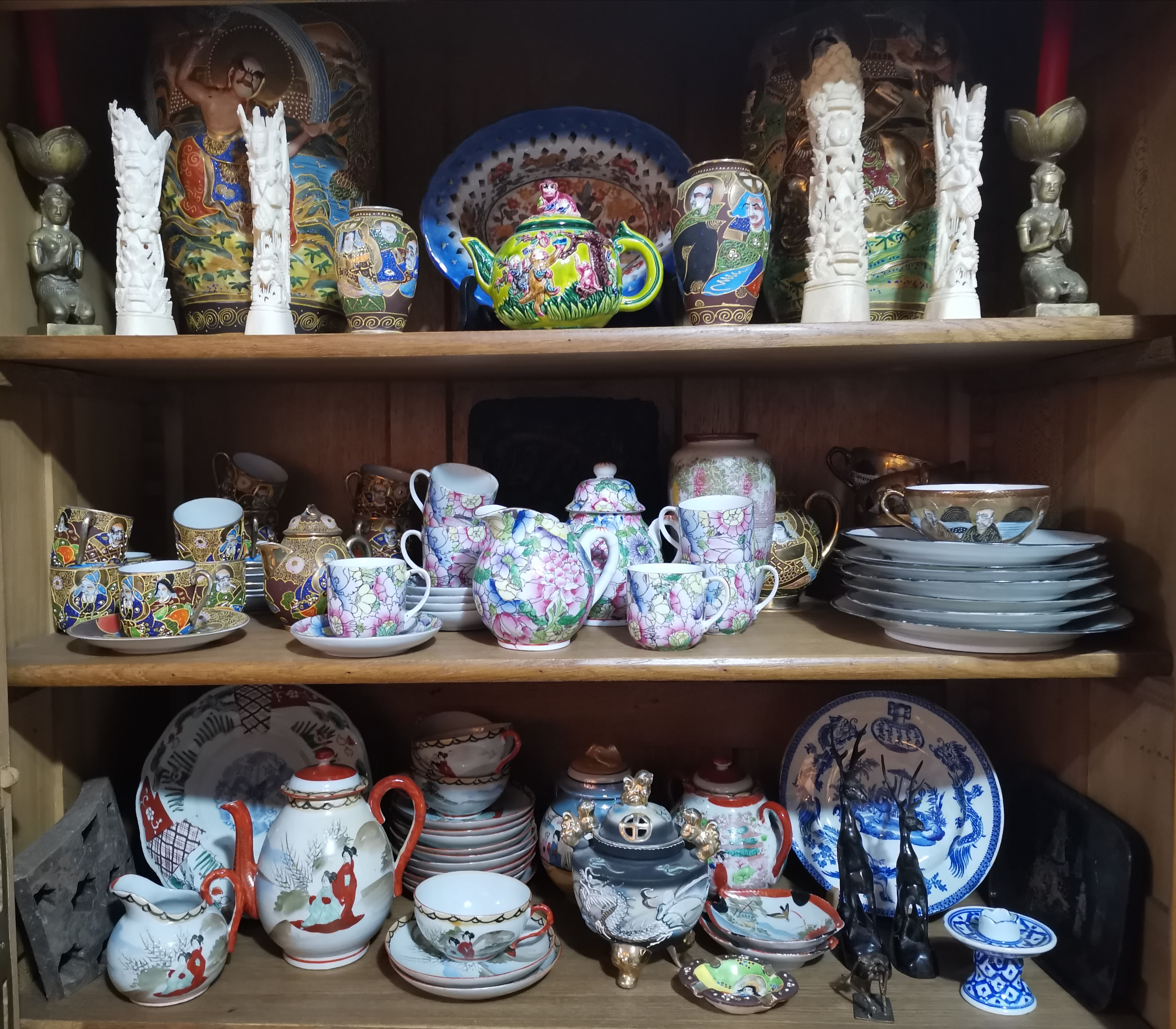
Chinoiseries du XIXe siècle et XXe siècle chez un brocanteur.

Décor typique des vases chinois pour les occidentaux, les cloisonnés sur porcelaine ou Porcelaine de Canton dite Yang-tse-yao sont le résultat d'une imitation des cloisonnés sur métal émail de Limoges, appelés Koueï-Koue-yao (porcelaine du royaume des démons), que les empereurs Mandchous collectionnaient, technique que les artisans chinois ne maitrisaient pas .
En 1868, le Dictionnaire de la Conversation et de la Lecture note à l'article Céramique : « La Chine produit toujours des merveilles. Ses émaux cloisonnés ont encore pour nous bien des secrets. "Quel que soit le bas prix de la main d'œuvre en Chine, dit Paul Dalloz, il faut que le procédé soient d'une simplicité extrême, d'une régularité parfaite et expéditifs à l'excès pour que ces potiches de formes innombrables, couvertes des plus fines décorations, puisent descendre au bon marché auquel nous sont livrées, malgré les droits d'entrée qui les grèvent... ils sont arrivés à créer commercialement des objets d'art. Symptôme des civilisations extrêmes, l'art formulé pour ainsi dire mathématiquement et devenu par le fait industrie." »
Ce modèle de chinoiseries d'exportation se développe pendant tout le XIXe siècle avec ses objets, bibelots en porcelaine, potiches cloisonnées, statuettes et poussahs, que l'on trouve toujours de nos jours dans les boutiques de chinoiseries et de décoration, faisant passer la chinoiserie d'objets de collection rare au statut d'objets de grande consommation. En 1881, Olivier du Sartel écrit « On les voit partout exposées et vendues à vil prix dans les bazars (...)Le secret des couleurs fort renommées perdues (...) les plus beaux vases modernes sont maintenant à la portée de presque toutes les bourses, et la porcelaine commune se trouve dans les familles les plus pauvres ».

## Description  du Rococo à aujourd'hui

Le Jardin chinois (détail) par François Boucher (exposé au Salon de 1742) Besançon, Musée des Beaux-Arts et d’Archéologie

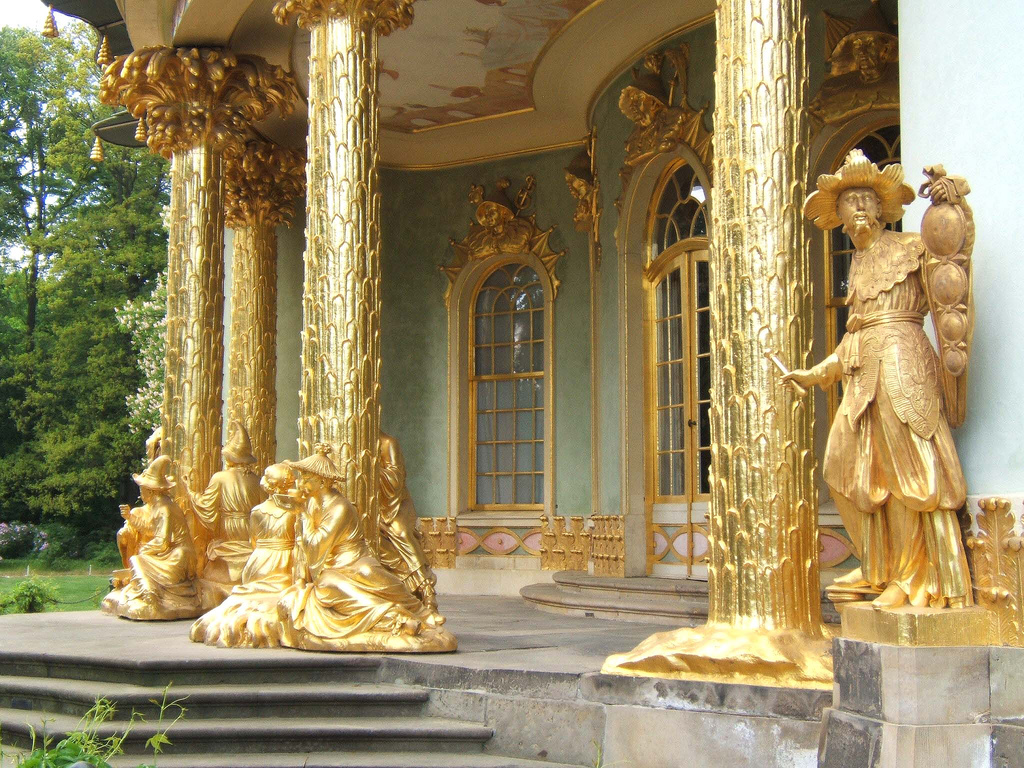
Le pavillon chinois dit "du thé", dans le parc du Palais de Sanssouci à Potsdam, dessiné par Johann Gottfried Büring pour Frederic II.

La chinoiserie est un modèle artistique européen, d'influence chinoise, qui est caractérisé par l'utilisation du langage figuré et fantaisiste de la Chine imaginaire, tel que décrite par l'antiquité gréco-romaine d'un peuple « peuple juste et pacifique qui coule des jours heureux dans un pays de délices » , par la recherche d'une asymétrie, des contrastes très marqués et par l'utilisation de matériaux laqués et de décoration chantournée. Les chinoiseries se sont répandues dans l'art européen dans la seconde partie du XVIIe siècle et leur popularité a connu un apogée autour du milieu du XVIIIe siècle.
C'est un des éléments essentiels du rococo. C'est sous le règne de Louis XV que ce style est en vogue en France, avec l'appui de Madame de Pompadour. Un des principaux collectionneurs fut le peintre François Boucher dont la collection exemplaire objets et d'artefacts de Chine et Japon est vendue après décès, lors d'une vente cataloguée de 700 lots et constitue ainsi la première vente référencée à l'Art Asiatique. Cette utilisation hybridée d'éléments décoratifs chinois tel que pierres, dragons, toits en saillie, etc. est caractéristique du style français du rococo, dit "Rocaille" et est due à l'architecte de Versailles, Jules Hardouin-Mansart. Ce style et ces motifs apparaissent également en peinture, tapisseries, en meubles laqués, et dans l'art des jardins.
D'autre part si de la Renaissance au XVIIIe siècle, les créateurs occidentaux essayent d'imiter la sophistication technique des céramiques chinoises, avec une réussite mitigée. L'imitation directe des faïences chinoises appliquée à la production européenne de porcelaine n'apparait qu'après la découverte de mines de kaolin en Allemagne en 1718. Pour les articles liés au thé, l'imitation commence vers la fin du XVIIe siècle et se développe avec la mode des chinoiseries du courant rococo (vers 1740-1770). Les premiers signes de cette manière apparaissent au début du XVIIe siècle, dans le contexte artistique de pays tels que la Hollande et l'Angleterre, dont le commerce avec l'Orient est très développé. La poterie en étain, d'aspect glacé faite à Delft et dans d'autres villes hollandaises adoptent la décoration bleue et blanche de l'époque Ming du début du XVIIe siècle, et les articles en céramique de Meissen et d'ailleurs ont naturellement imité les formes chinoises pour des plats, des vases et des articles de thé.
Mais dans l'univers irréel de l'art des chinoiseries, les mandarins vivent dans des paysages montagneux fantaisistes, avec des ponts de toile d'araignée, des parasols ornés de fleurs, flânent dans de fragiles pavillons en bambou, hantés par des dragons et des phœnix, tandis que des singes se balancent sur des rebords oscillants.

### Le lachinage

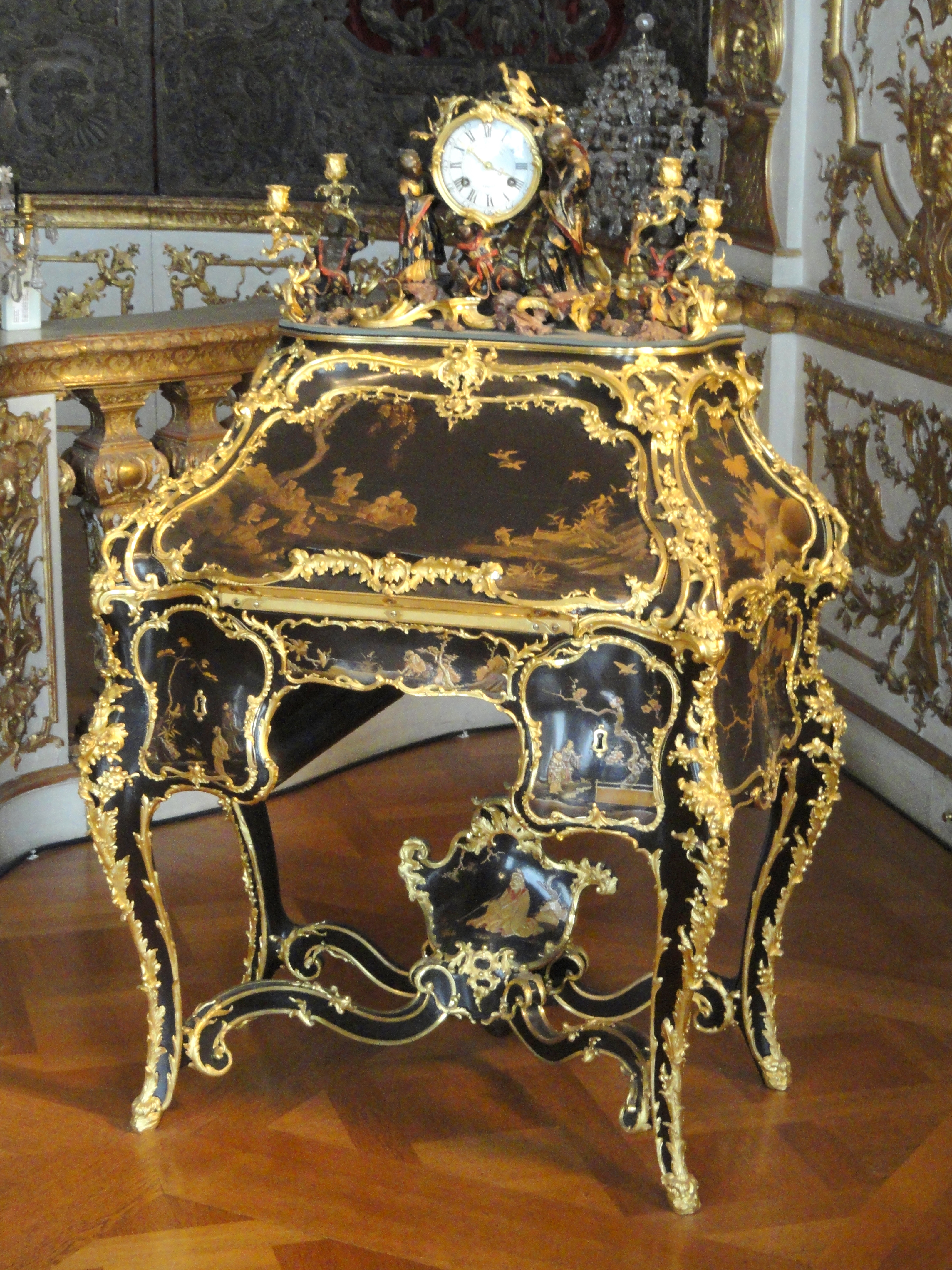
Secrétaire v.1737 typique du style rocaille par l'ébéniste français Bernard II Van Riesen Burgh - Résidence de Münich.
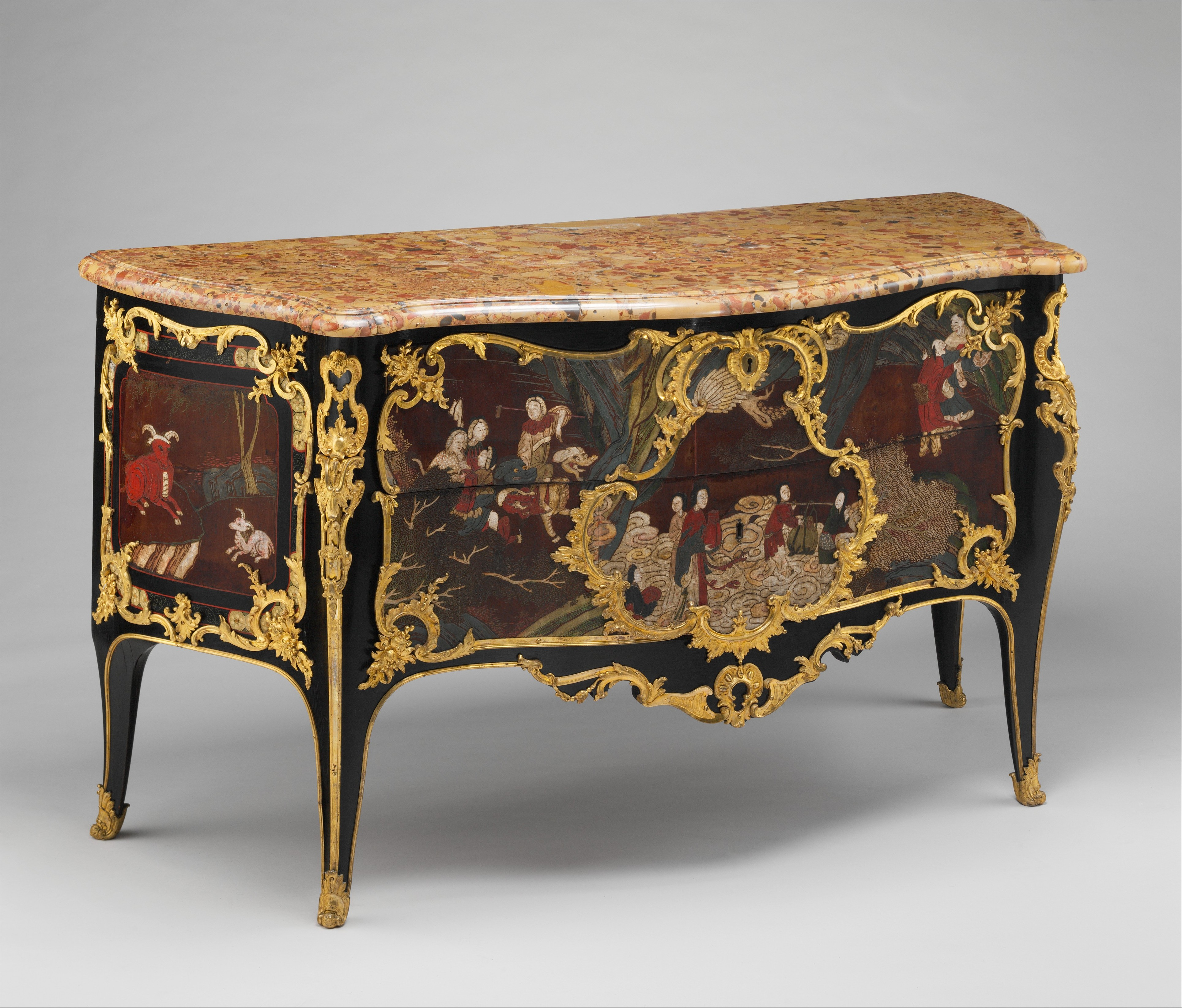
Commode française de Bernard II Van Riesen Burgh, Metropolitan Museum, New York.
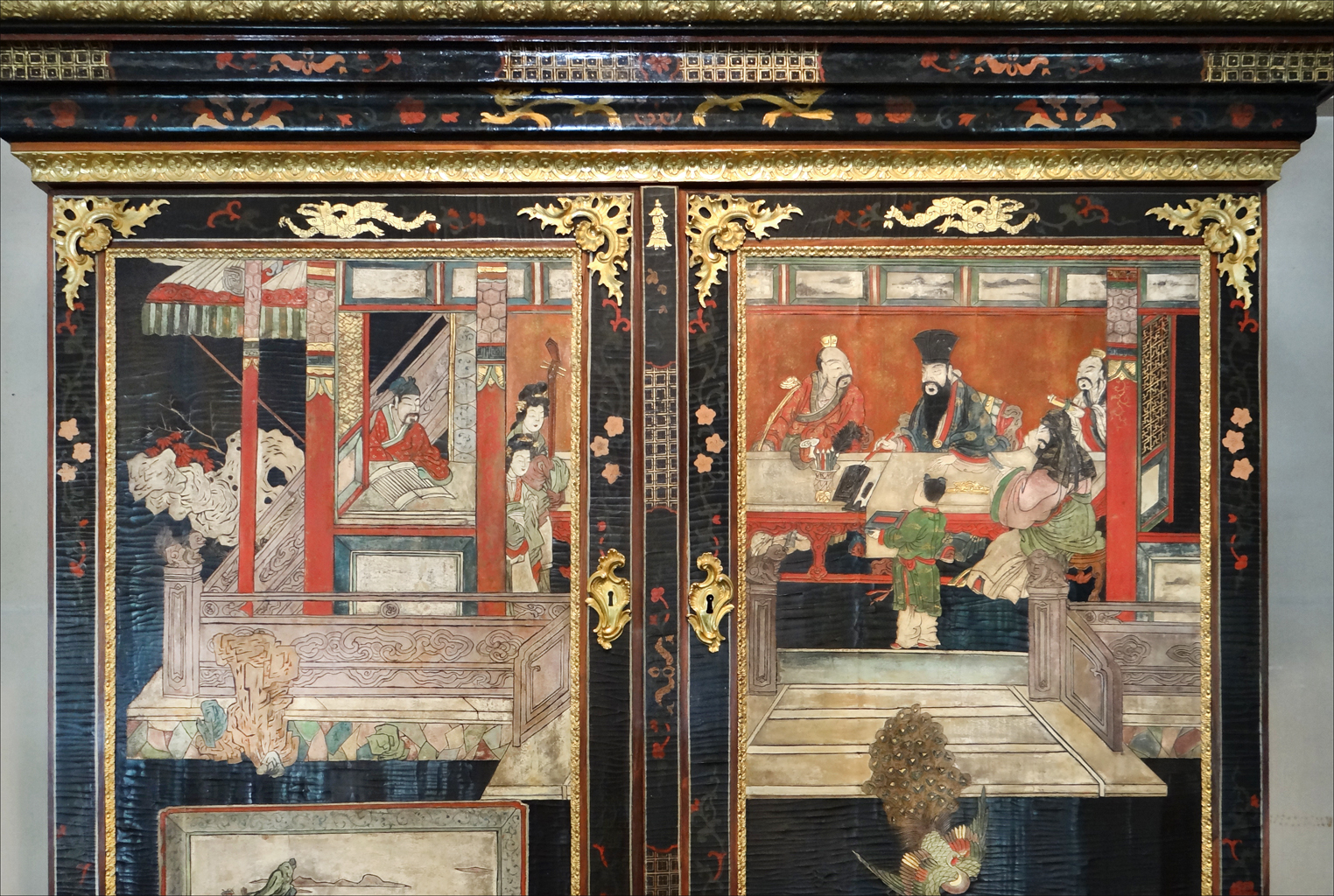
Médailler français v.1750 dont les portes sont découpées dans des éléments de paravents chinois en laque de Coromandel (musée du cabinet des médailles, BNF)
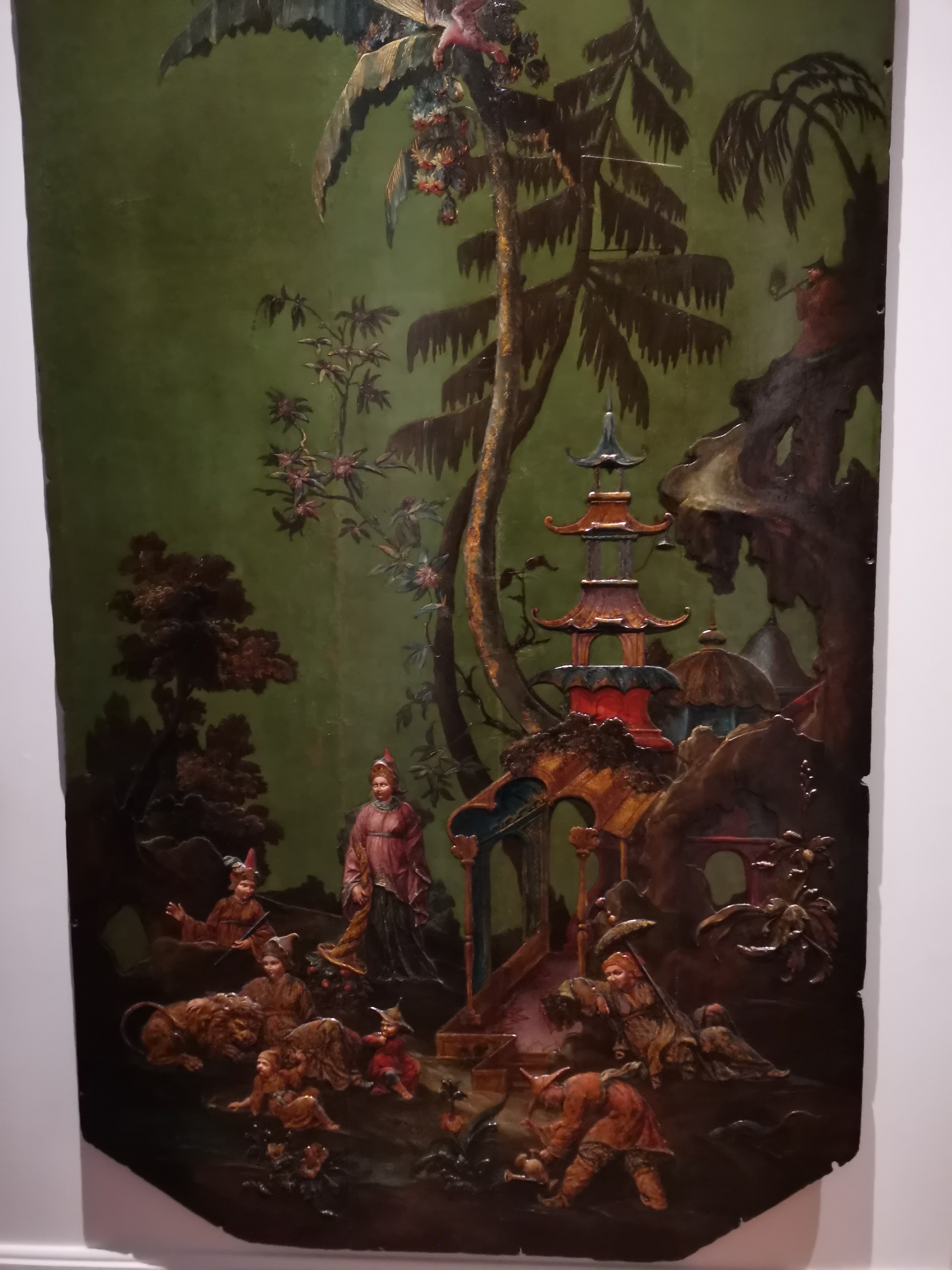
(détail) Boiseries du Cabinet chinois de l'hôtel du duc de Richelieu en vernis Martin, fin XVIIIe siècle. Musée Carnavalet. Paris.

Le « lachinage » est un terme du XVIIe siècle qui désigne les objets laqués et vernis. Le terme laque s'y substitue à partir de 1740.
Dans un premier temps, à partir du XVIIe siècle, les laques et paravents chinois ou japonais sont découpés et intégrés comme éléments décoratifs sur des commodes par les ébénistes comme Jean-Philippe Carel ou Bernard II Van Riesen Burgh.
Puis adaptant la technique des laques chinoises et japonaises aux meubles français du XVIIIe siècle, les ébénistes français créent le "vernis Martin" en y associant des motifs européens, japonais ou chinois.

### Les papiers peints et tapisseries

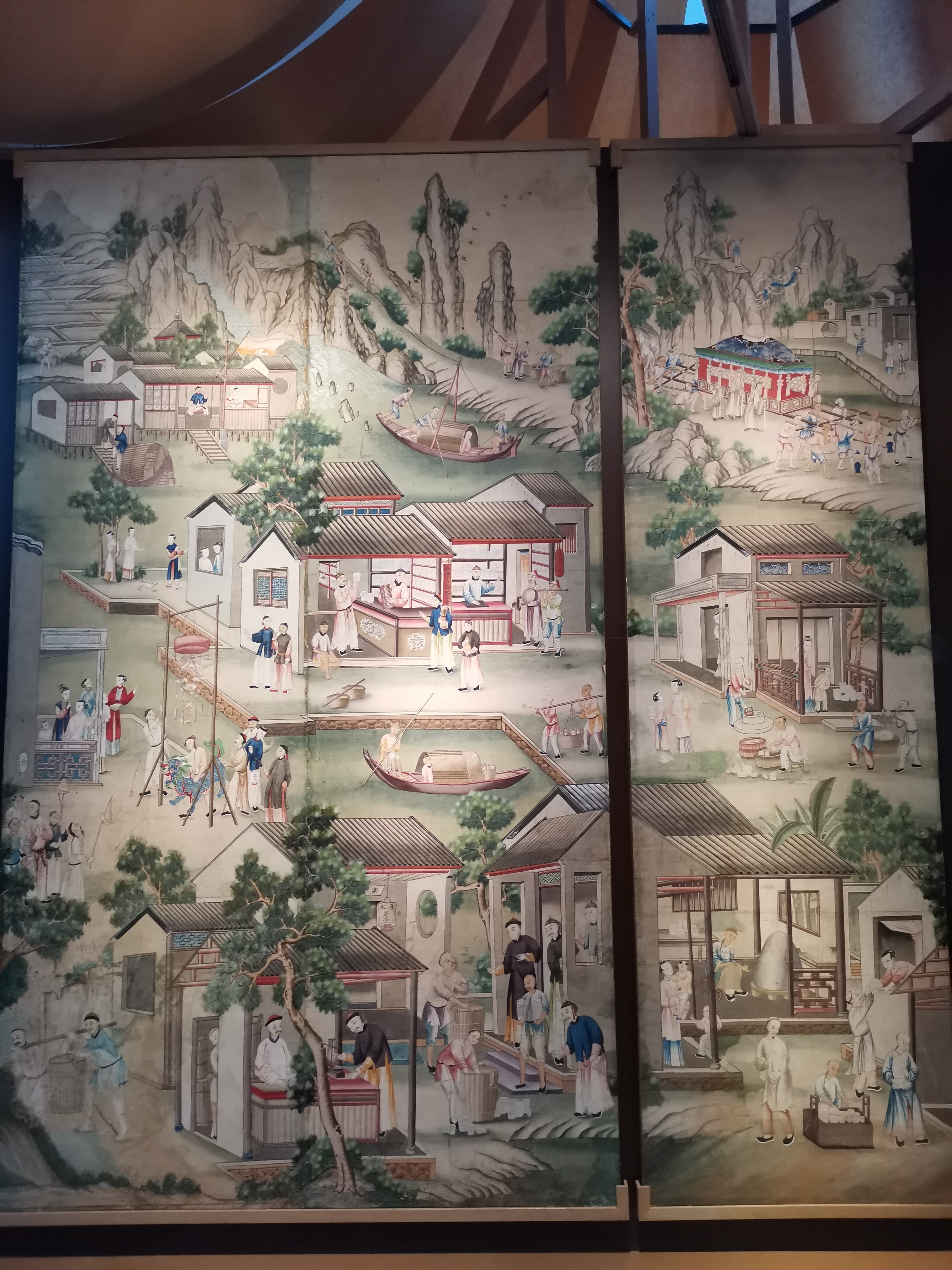
3 feuilles d'un paravent chinois du XVIIIe siècle présentant la culture du thé et la fabrication de la porcelaine, peint sur papier de riz et fait à Canton. Offert au roi de France pour Versailles par l'empereur de Chine, Musée du Louvre.

Il en est de même du papier peint, avec ses motifs muraux et décoratifs, en papier de soie fabriqué en usine à Canton. Ils apparaissent à Versailles vers 1667-68 et offrent une vision idyllique de la Chine. Ils se vendent dans toute l'Europe.
Les premières tapisseries L’Histoire de l’empereur de Chine sont tissées à la manufacture de Beauvais entre 1697 et 1705 pour le Duc du Maine, fils bâtard de Louis XIV. Leurs iconographies mélangent description ethnographique précise, comme la culture du thé, à un répertoire fantasmé de mandarins et dragons et à des éléments européens de porcelaines montées. La thématique de La tenture chinoise une série de tapisserie, est commandée à François Boucher en 1742, une d'elles est même offerte à l'empereur de Chine par Louis XV.
Le répertoire des formes dites « chinoises » du rococo français est fixé par les différentes publications de Jean Pillement qui en fourni les modèles décoratifs aussi bien pour les décorations murales que pour les jardins dont Titre pour Œuvres De Fleurs, Ornements, Cartouches, Figures et Sujets Chinois, Très Utiles pour les Manufactures d'Étoffes de Soyes et ses Etudes  de différentes figures chinoises inventées et dessinées par J.Pillement en 1758.

### Art des Jardins et Architecture
Dès le début du XVIIe siècle, on crée des « jardins inspirés de Chine », dont l'exemple le plus fameux reste le « Trianon de porcelaine » à Versailles en 1670 dessiné par Le Nôtre et édifié par Louis Le Vau inspiré par la Pagode de Nankin, mais qui s'apparentaient aux azulejos portugais. La mode d'élever une partie du jardin avec des fabriques inspirées de Chine va atteindre son apogée au XVIIIe siècle, on conserve aujourd'hui la pagode de Chanteloup alors que le château a disparu.

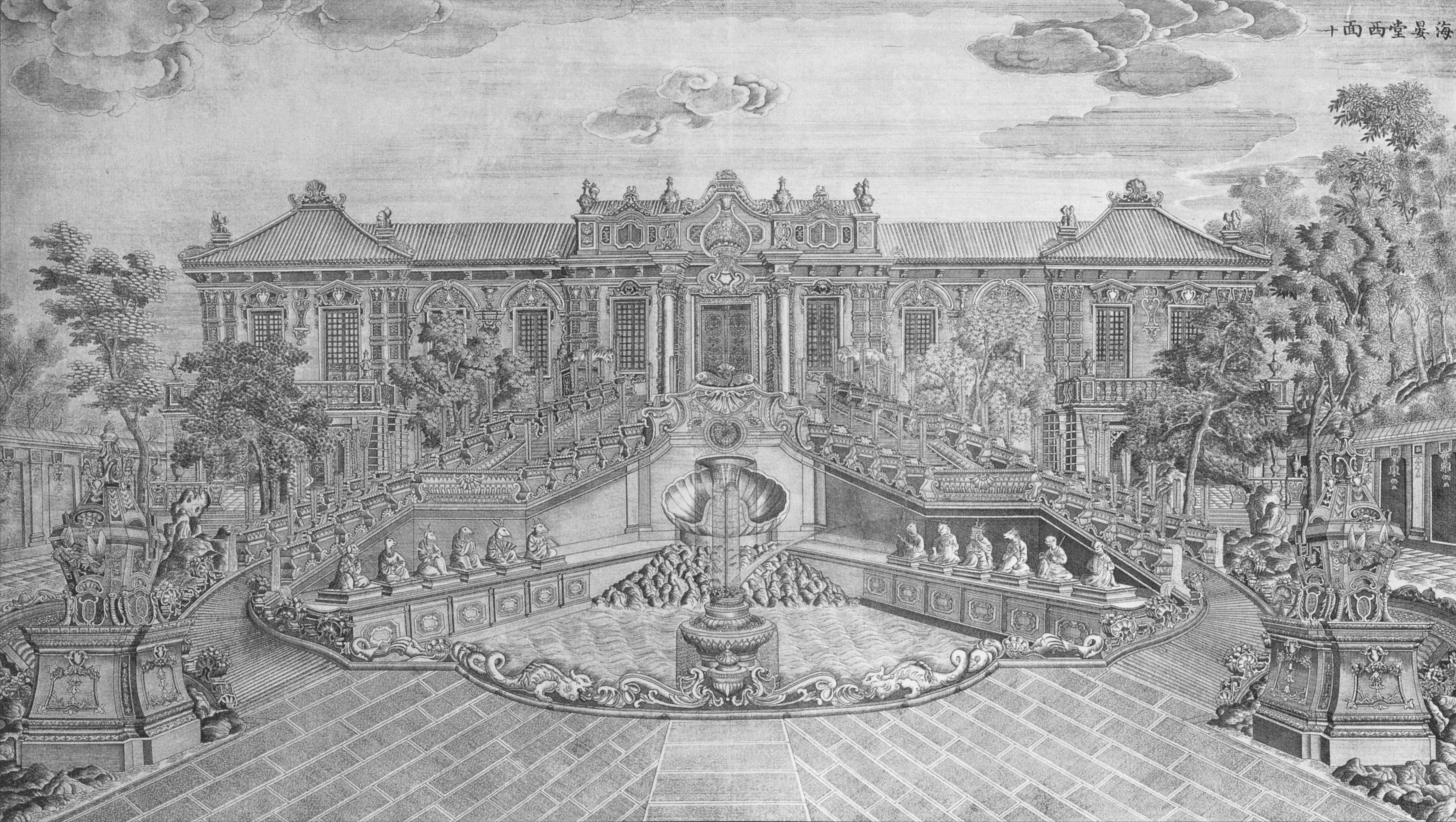
Façade du Haiyantang, gravure sur cuivre (1786), Ancien Palais d'Été.

En Chine, même, l'empereur Yongzheng (1678-1735), fait construire pour son fils Qianlong (1711-1799), le Jardin de la clarté parfaite (le Yuanmingyuan) avec un exemple d'architecture sino-européenne conçue par les jésuites missionnaires, le peintre italien Giuseppe Castiglione (郎世宁 / 郎世寧, láng shìníng, « Homme du monde tranquille ») et le mathématicien français Michel Benoist (蔣友仁,Jiǎng Yǒurén) tous deux admis à la cour de l'empereur de Chine.
Dans la noblesse européenne, des pavillons chinois sont parfois érigés dans les parcs, comme le salon de thé du palais de Sanssouci du roi de Prusse Frédéric II, le palais chinois de Palerme ou encore le pavillon chinois de Drottnigholm en Suède. En France, sous l'Ancien Régime, des peintres comme Antoine Watteau ou François Boucher s'inspirent de l'exotisme chinois, au niveau des paysages comme des mœurs. Des meubles chinois et des porcelaines meublent certaines résidences aristocratiques et des pagodes sont construites dans des jardins. Le palais chinois du palais d'Oranienbaum, construit à Lomonossov en Russie dans les années 1760, fait des émules. Catherine II fait construire un village chinois dans le parc Alexandre de Tsarskoïe Selo.
Le goût chinois passe de mode dans les années 1770 pour laisser la place au néo-classicisme, et au jardin dit "anglo-chinois", alors que la Chine n'est plus vue que  comme "un état despotique dont le principe est la crainte". Et aussi à mesure que la connaissance de l'art d'Asie à travers son histoire, ses différents styles époques et esthétiques sont approfondis. Il renaît dans les années 1860 jusqu'à la Première Guerre mondiale, mais dans une optique différente; ainsi le pavillon chinois de l'exposition universelle de 1867, qui se tient à Paris, intrigue par sa dimension et son jardin.
La fin du XIXe siècle voit l'avènement du japonisme, avec ses jardins et maisons, comme dans le jardin d'Albert Kahn à Boulogne-Billancourt. A Paris, en 1896, le directeur du Bon Marché offre à son épouse un cadeau original, « La Pagode» de style japonais, dessinée par l'architecte Alexandre Marcel. Avant de se rendre au Japon, Alexandre Marcel crée, pour lui-même, un jardin oriental à Maulévrier, un arboretum où se mélangent végétations extrême orientale et le dessin d'un jardin de l'époque Édo et les copies d'un temple khmer et de sculptures thaïs.
De nombreuses plantes font leurs apparitions dans les jardins fleurs comme la pivoine, ou encore arbres le saule pleureur originaire de Chine et du Japon .
Aujourd'hui de nombreux jardins chinois sont ouverts en Europe suivant les modèles classiques chinois.

#### Exemples d'architecture en Europe

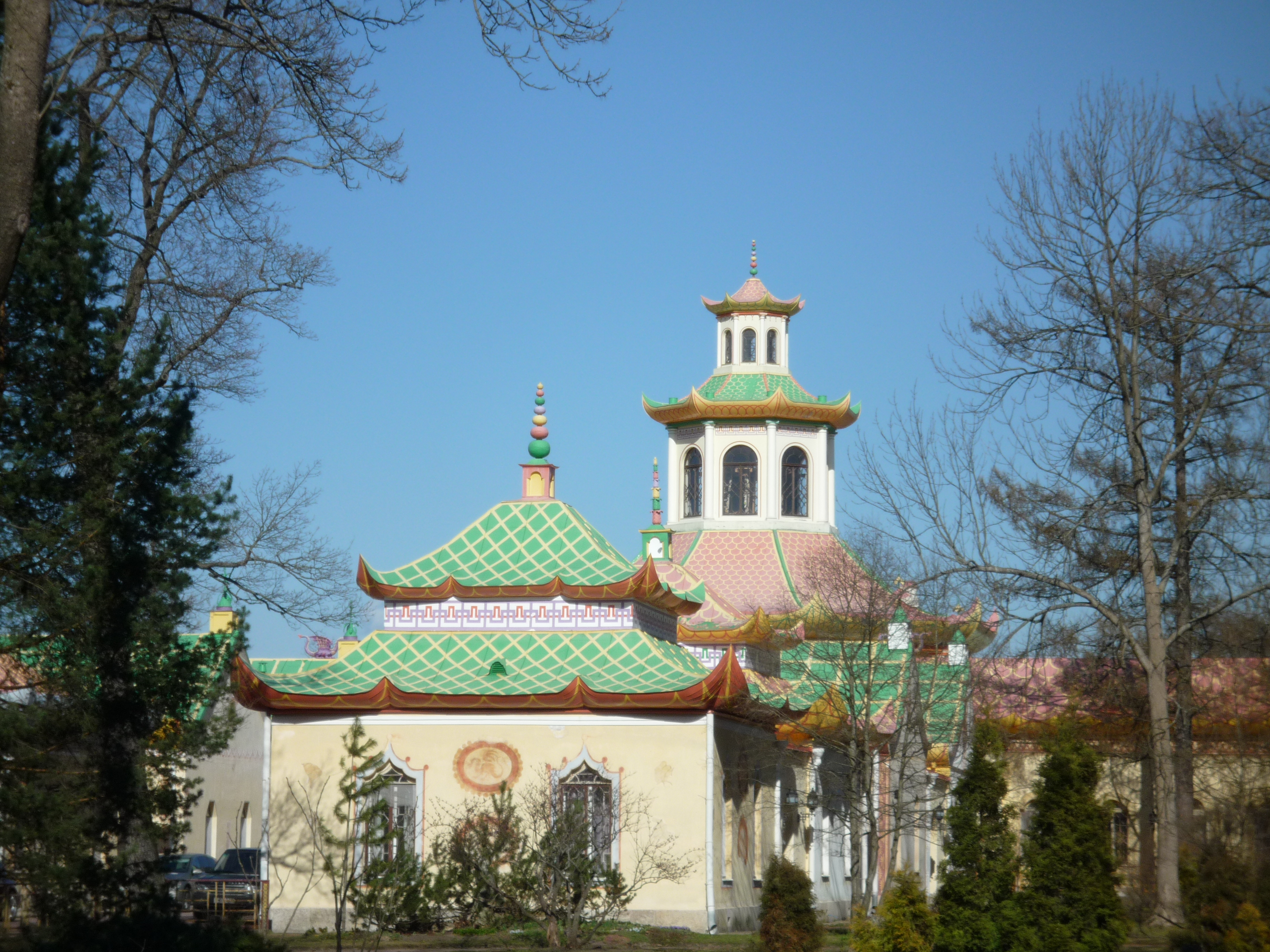
Le village chinois de Tsarkoïe Selo en Russie à Saint-Pétersbourg.
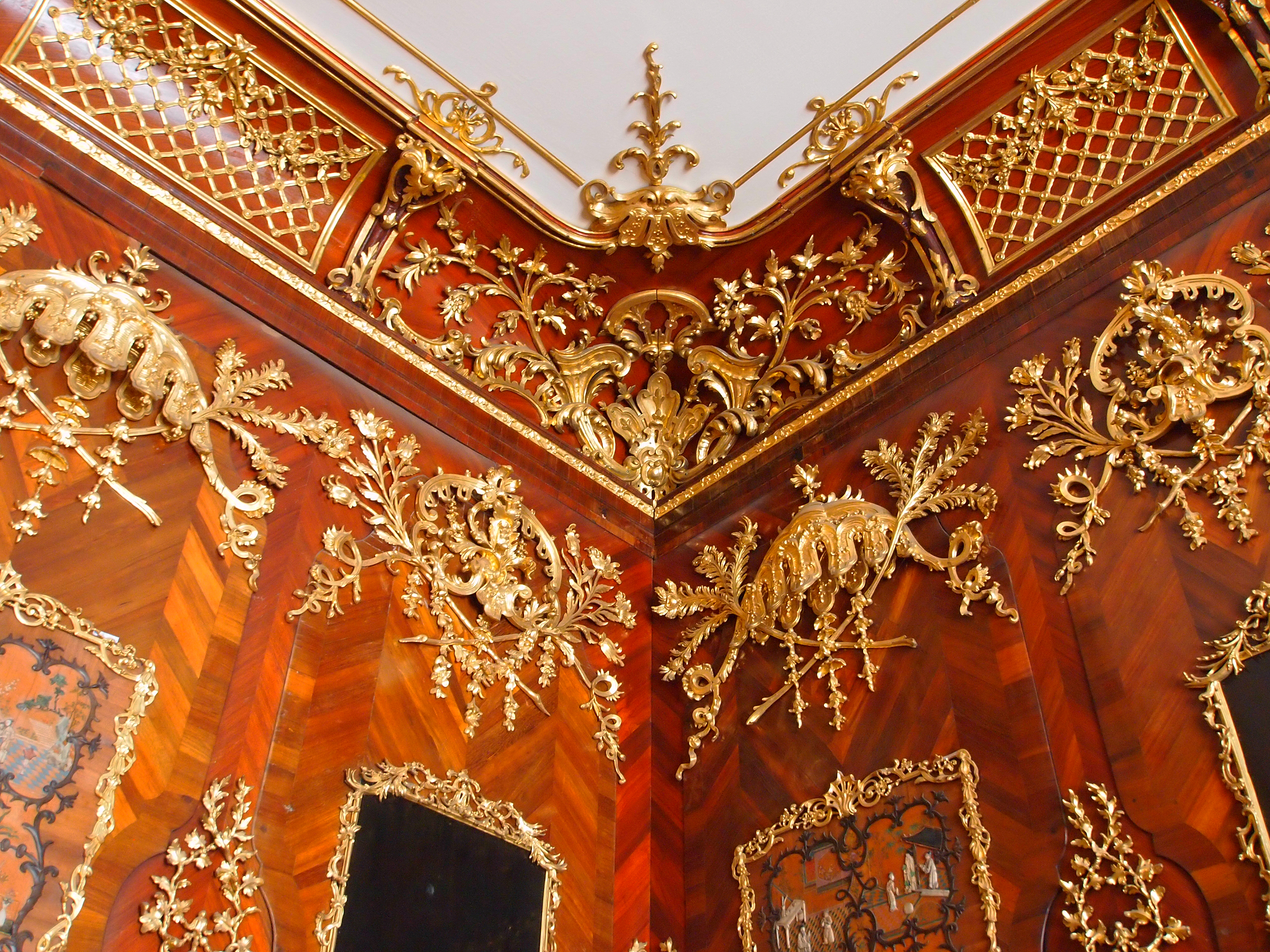
Boiseries et détails dans le goût chinois à Hetzendorf, près de Vienne
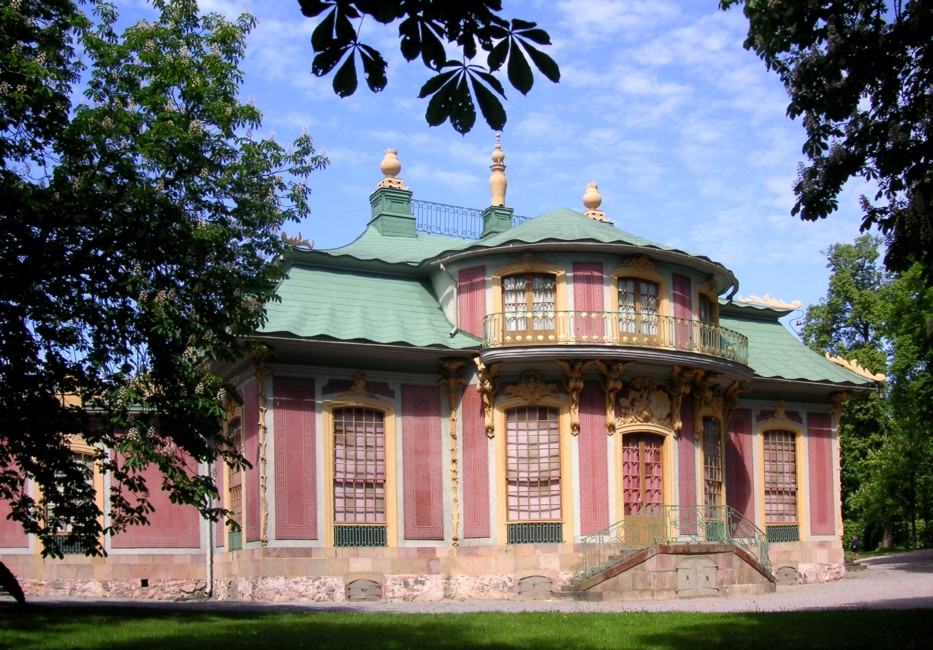
Le pavillon chinois XVIIIe siècle du château de Drottningholm, en Suède
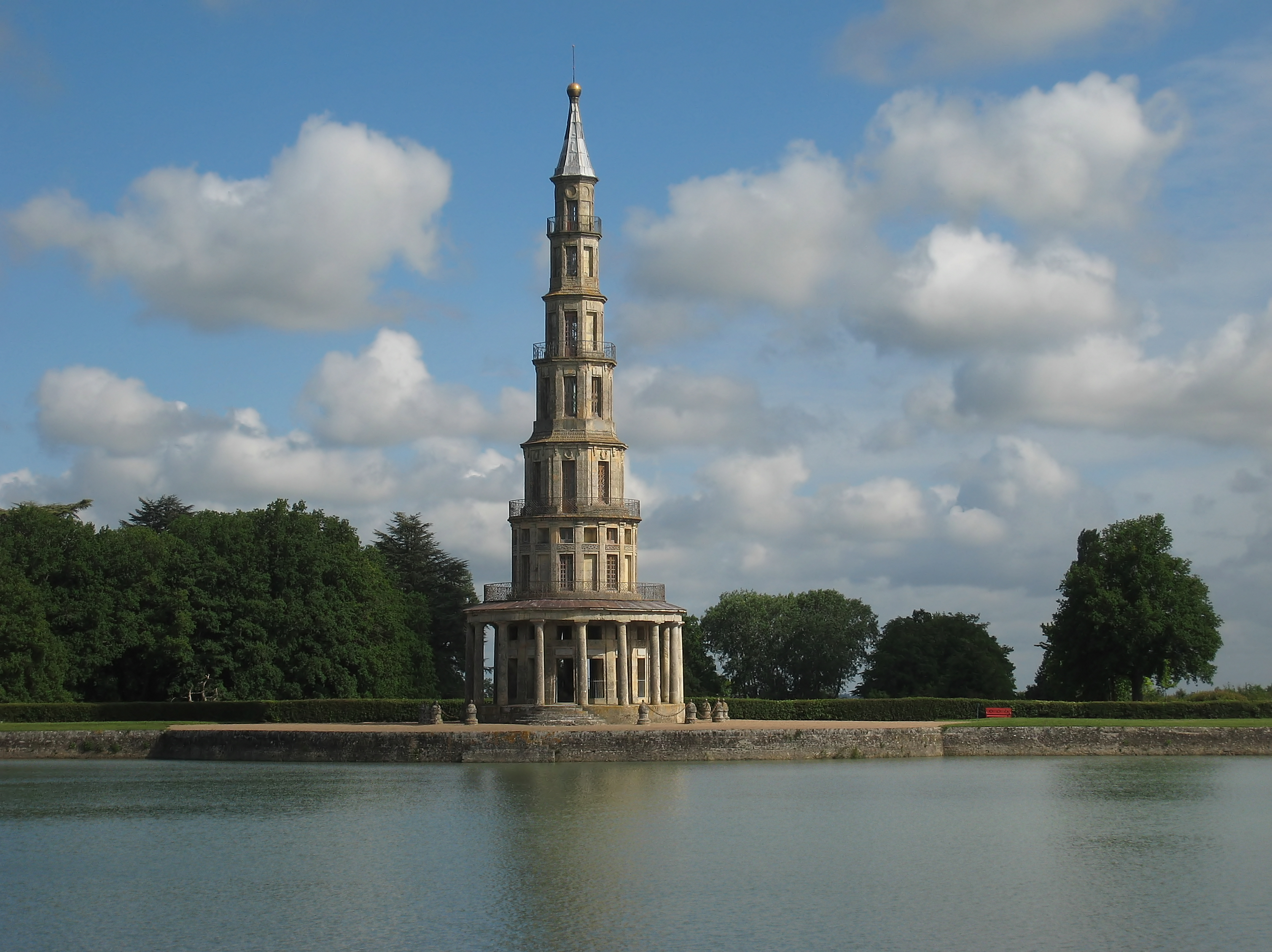
Pagode du château de Chanteloup à Amboise, France.
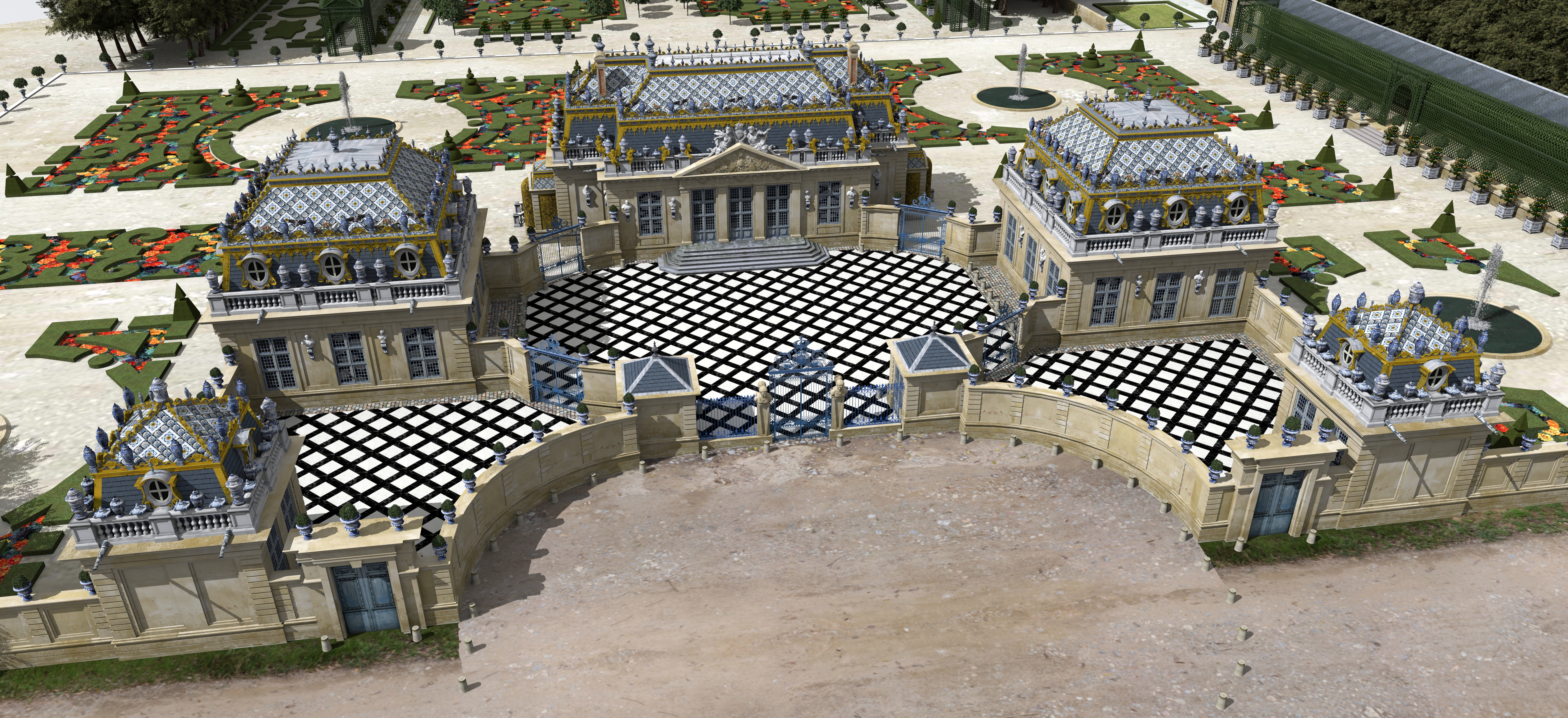
Restitution 3D du Trianon de Porcelaine à Versailles.
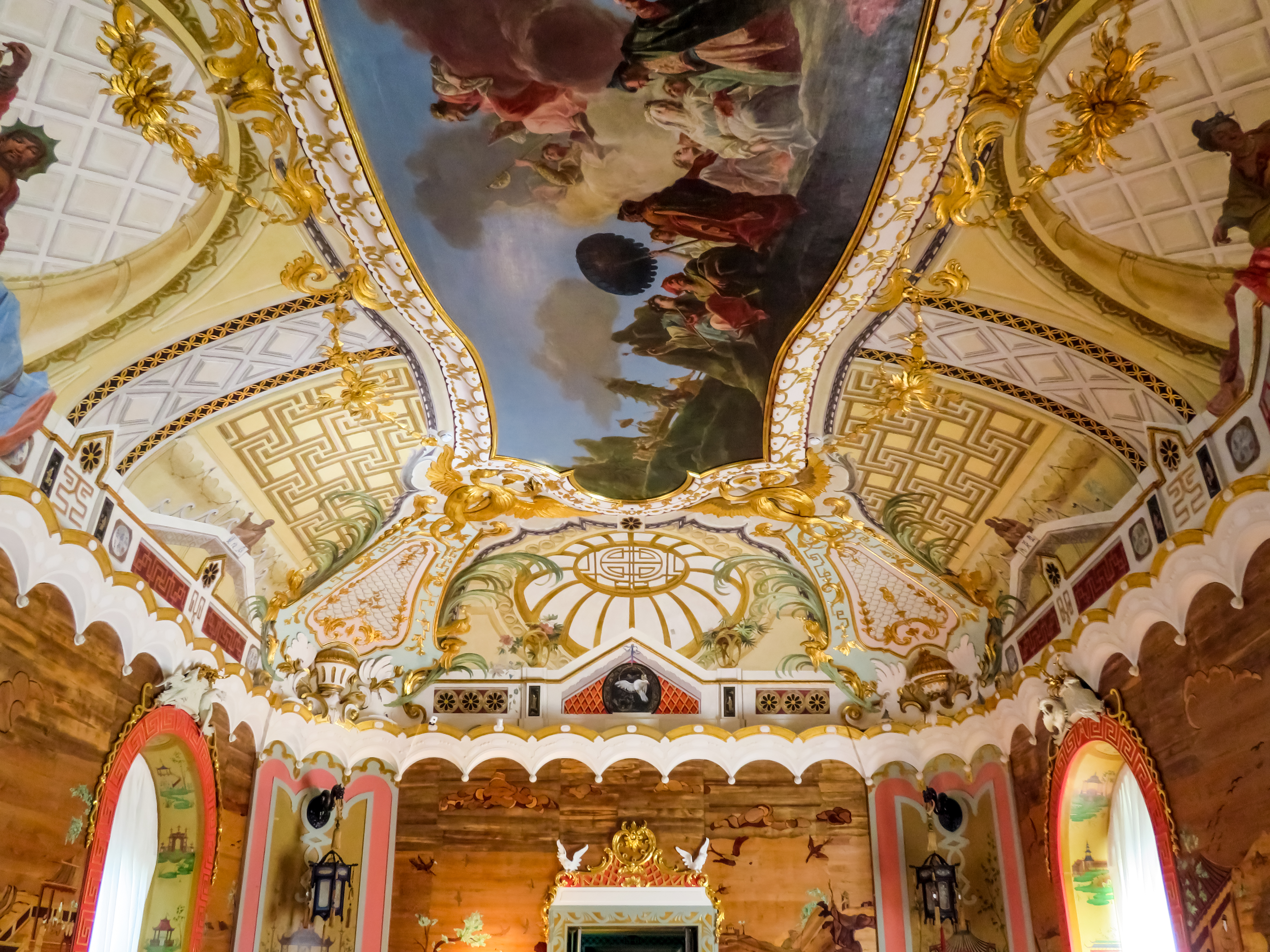
Intérieur du palais chinois du palais d'Oranienbaum, Russie.
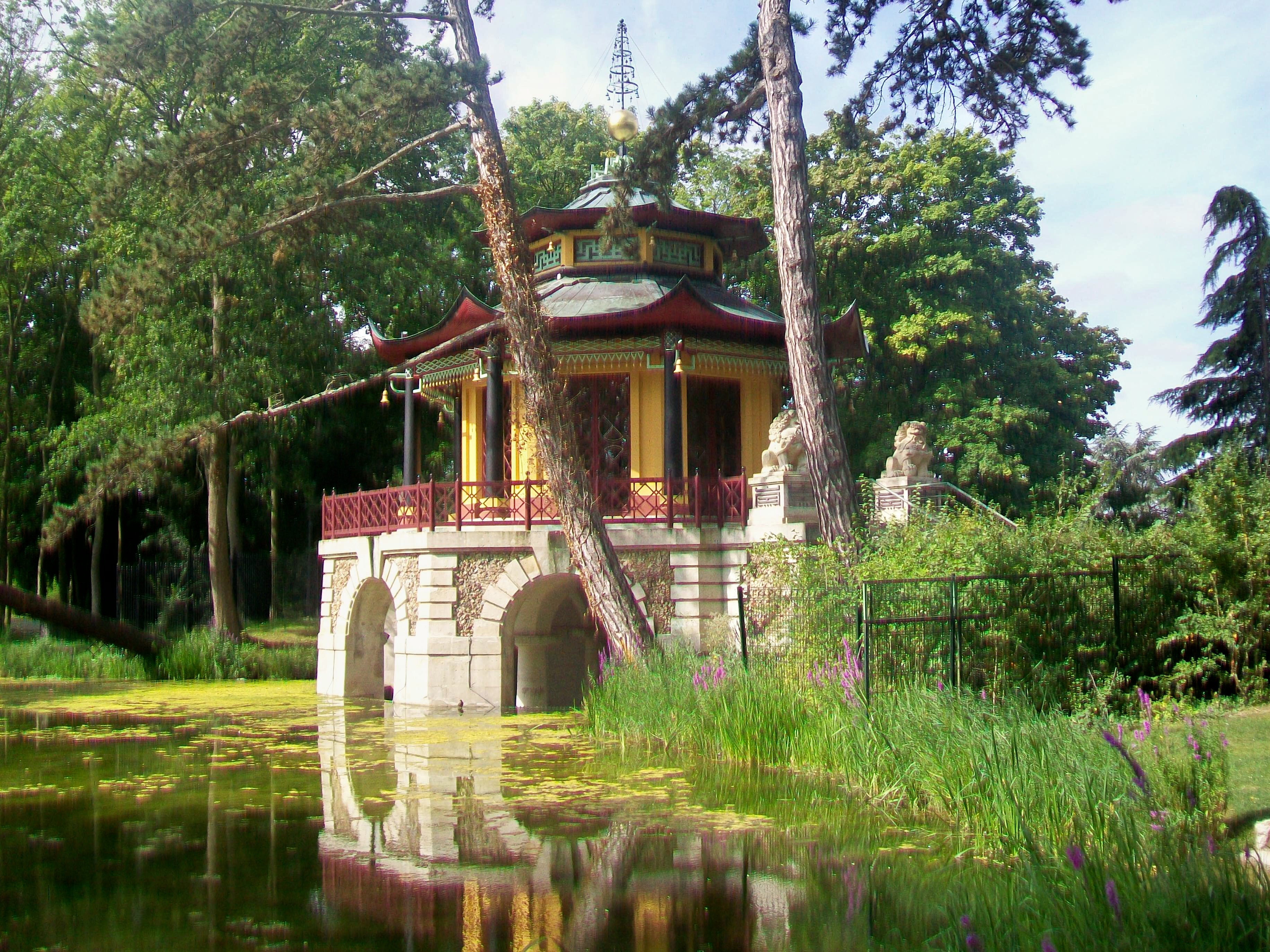
Pavillon chinois de Cassan, L'Isle-Adam.

### Mode

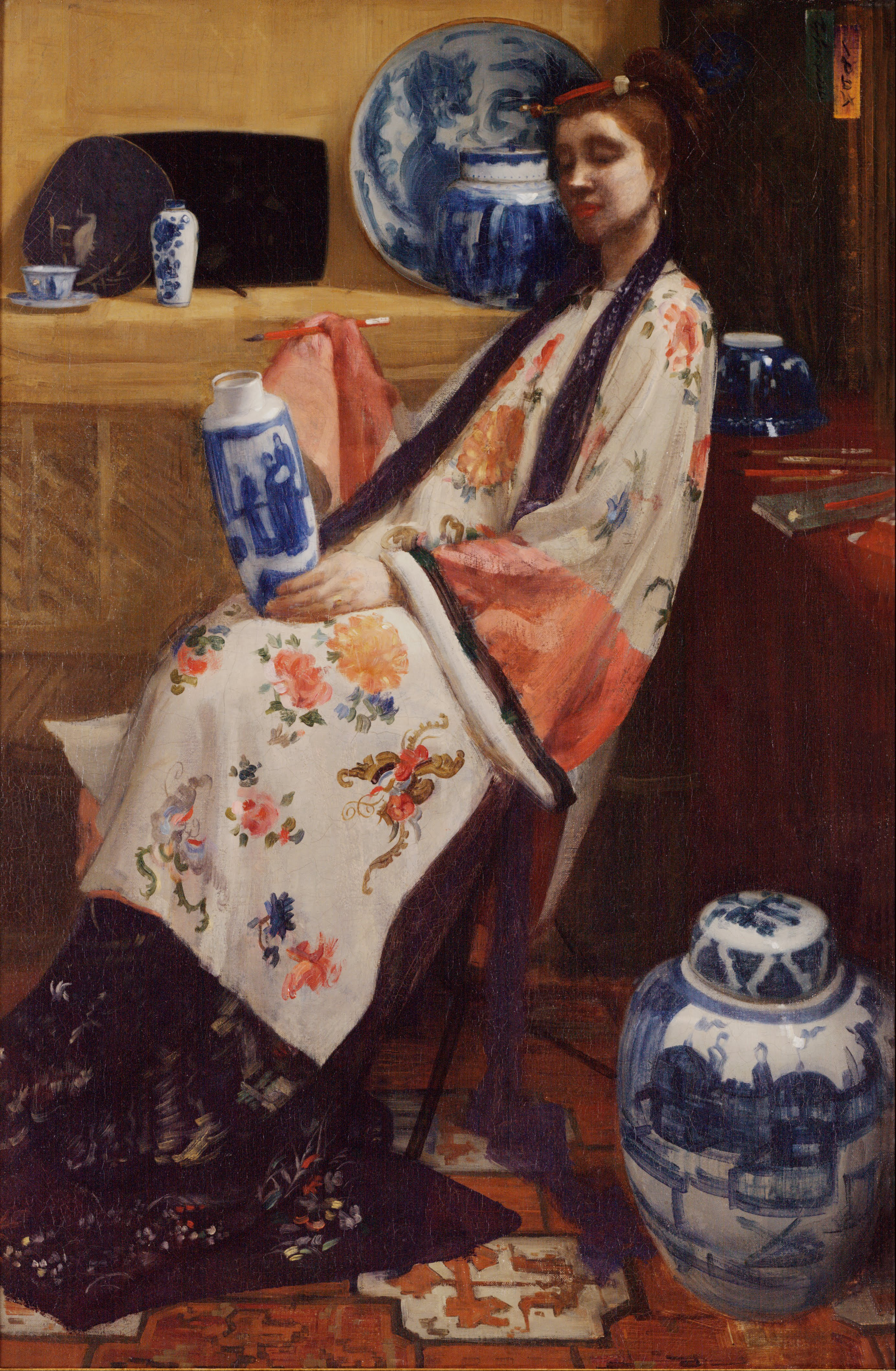
James Abbott McNeill Whistler - Pourpre et Rose, Les 6 "Lange Leizen" - Huile sur toile 1864 - Google Art Project

La mode reflète aussi les tendances qui se développent dans l'art. Le goût chinois est surtout prisé dans les ornements des tissus (surtout les soieries et celles importées de Chine). Il s'agit de motifs brillants et lumineux, différents des motifs strictement rococo qui, eux, tendaient vers les tons pastel. Des textiles nouveaux font leur apparition, avec des motifs asymétriques et des associations de couleur originales (soie dite « bizarre », broderie « ungen », rayures « pékin » ou nankin). Les éventails orientaux (originaires du Japon, mais introduits en Chine au XIIe siècle), présents dans la mode européenne depuis les XVe – XVIe siècle (le premier éventail pliant apparaît à la Cour de France en 1549), complètent cette panoplie.
Les tissus dit chinés, trouvent leurs origines dans l'imitation des ikat asiatiques, des tissus teints « à la Chinoise ».
Dans la mode féminine, l'on remarque dans les années 1730-1760 des manches « à la  pagode », rangées de dentelles descendant de manière spéciale sous le coude. En Angleterre, des chapeaux de paille d'été sont en vogue, en forme de cône, rappelant les chapeaux chinois. Dans toute l'Europe, les dames de l'aristocratie et de la bourgeoisie portent des mules d'intérieur, imitant les socques chinoises.

#### Exemples de vétements inspirés de Chine.

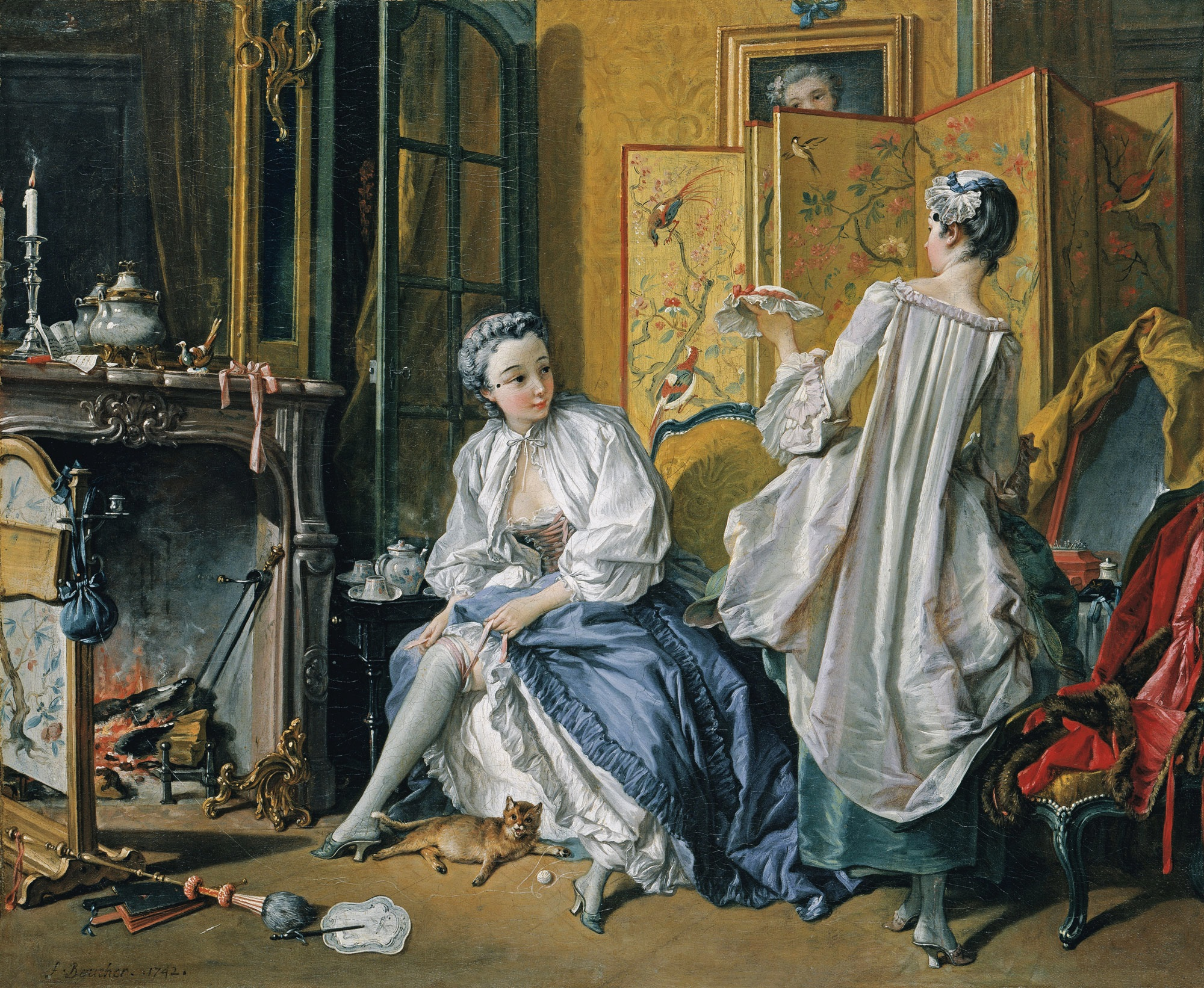
François Boucher, La Toilette (1742): la dame porte des mules à la chinoise et le paravent est dans le goût chinois.
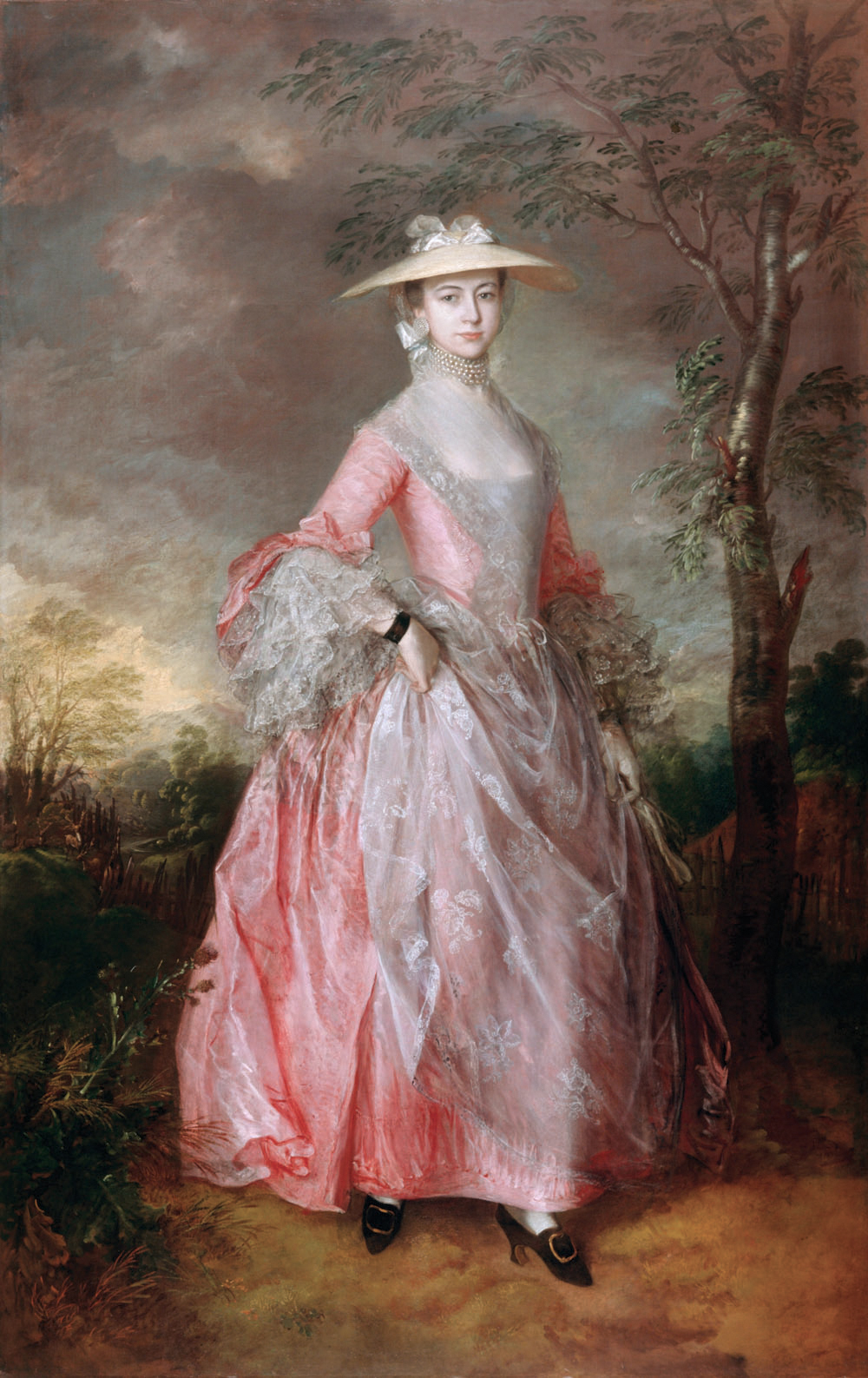
Chapeau de paille dans le goût chinois (Thomas Gainsborough, 1764)
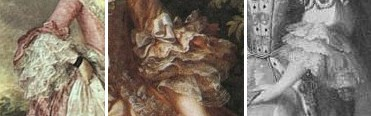
Exemples de Manches « à la pagode ».
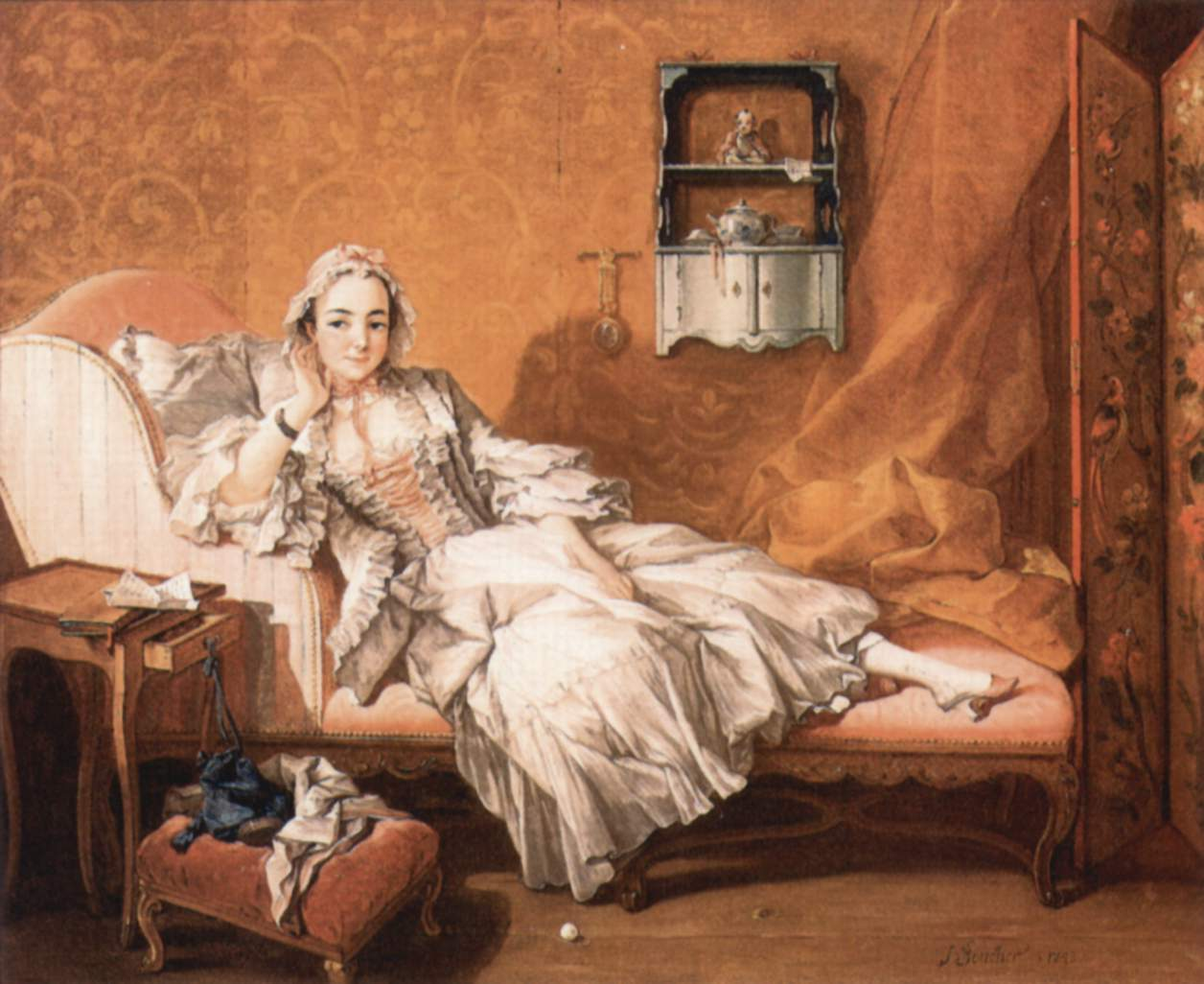
Dame en mules « à la chinoise » (Boucher). Sur l'étagère on note la céramique chinoise en personnage de poussah.
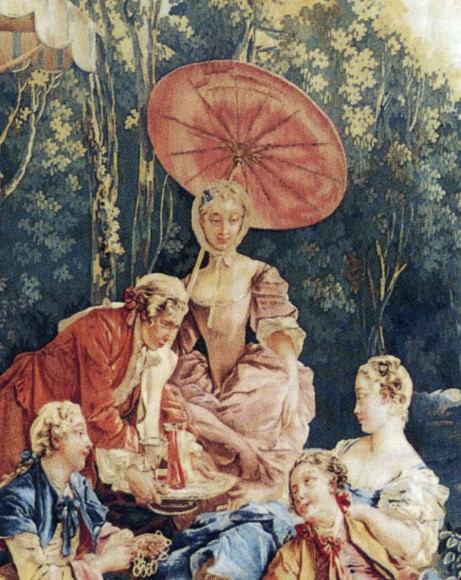
Détail du Repos à la chasse (Boucher, 1740): dame portant une ombrelle chinoise.

### Mobilier

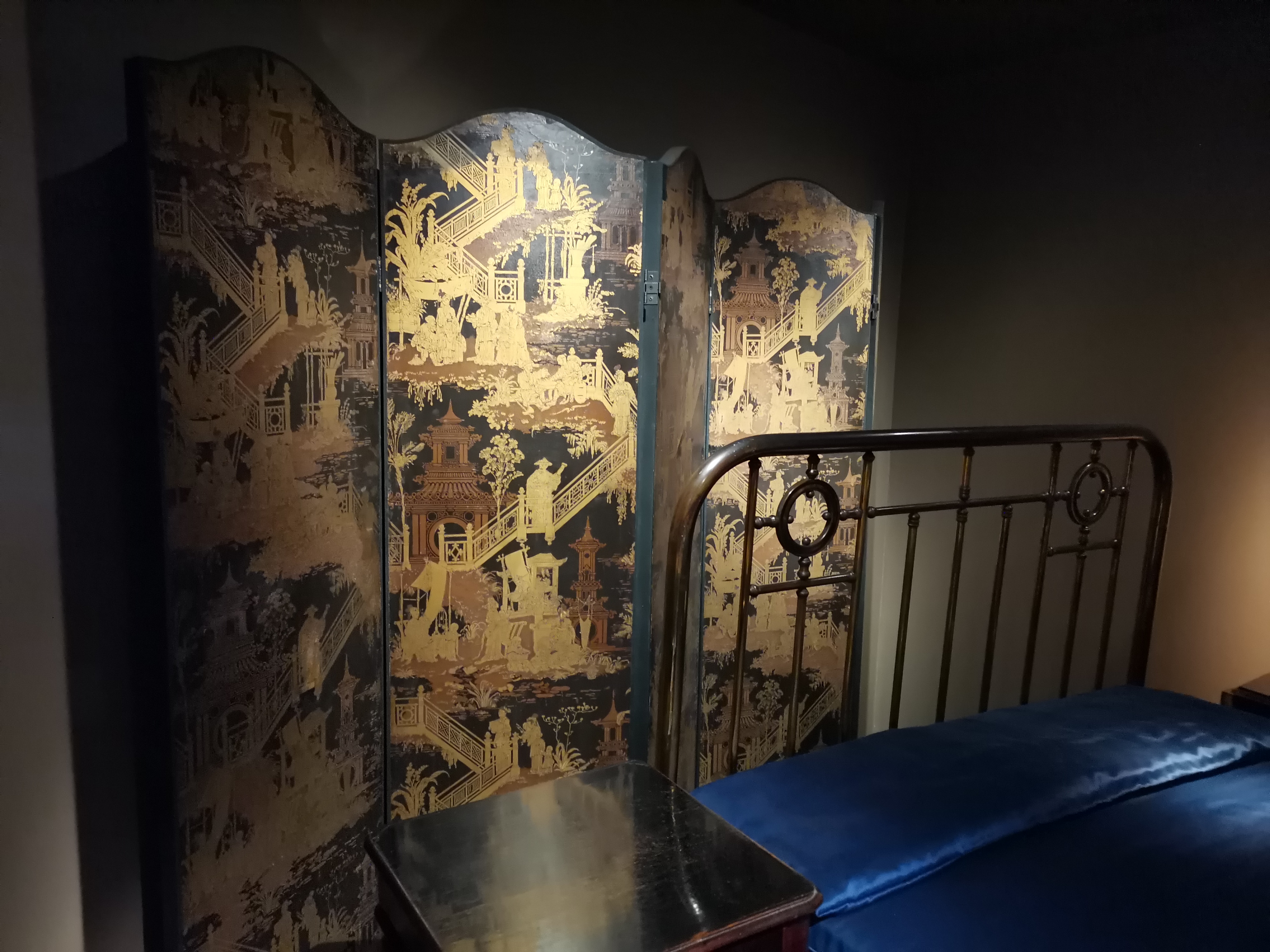
Paravent en bois et papier peint dans la chambre de Marcel Proust - Musée Carnavalet - Paris

A la fin du XIXe siècle apparaît la mode des meubles en bambou et rotin d'inspiration d'Asie du Sud-Est.
Au XXe siècle, les appartements de Marcel Proust décorés de paravents imités à Paris ou celui de Coco Chanel décorés des laques de Coromandel témoignage de l'importance de l'influence chinoise sur la créatrice  et de la continuité du "goût chinois" dans la mode.

### Littérature et théâtre

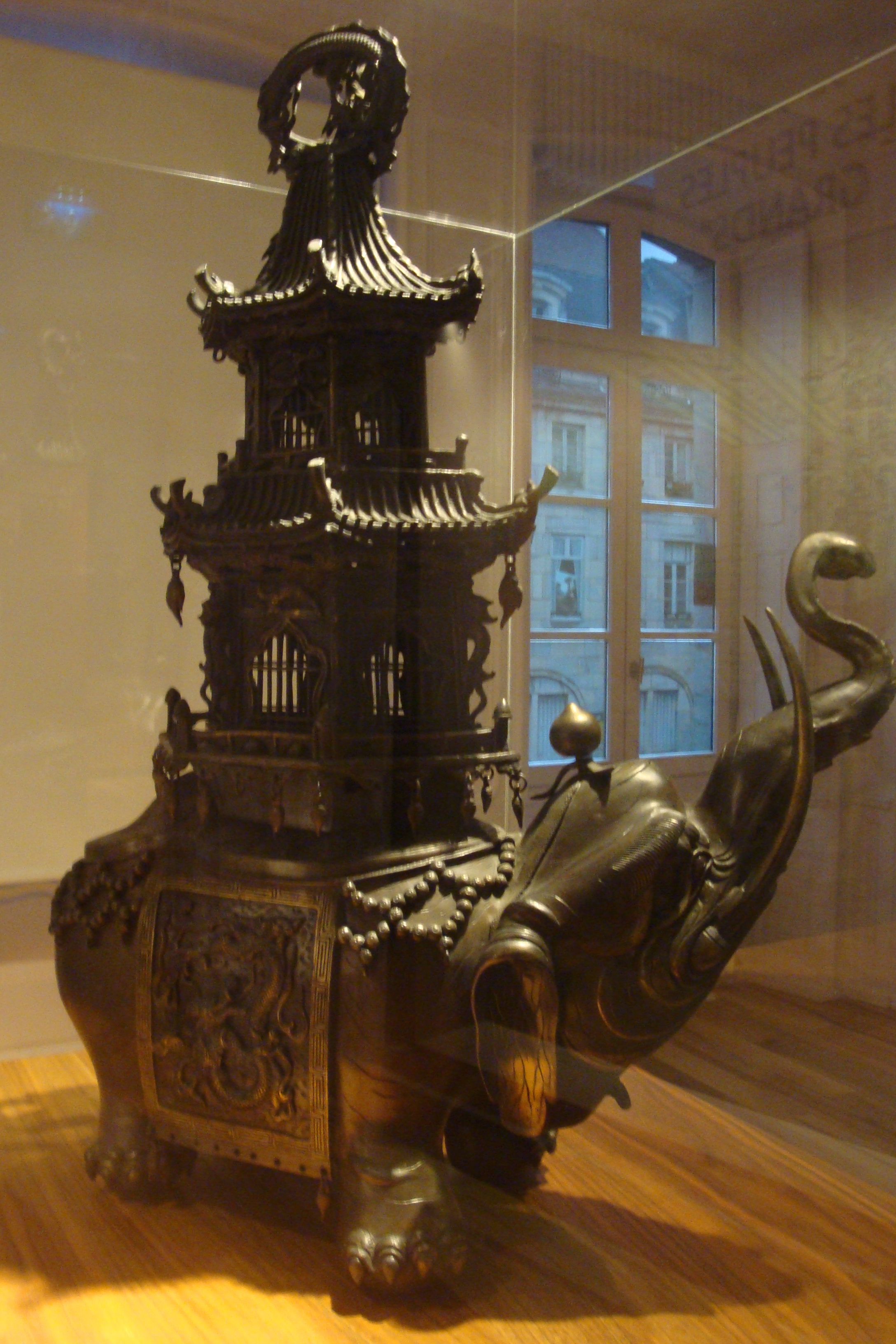
Eléphant chinois portant une pagode à 3 étages ayant appartenu à Victor Hugo, Musée Victor Hugo de Besançon.

Le thème chinois est prisé aussi dans la littérature et l'art dramatique. C'est au début du XVIIIe siècle qu'est traduit du chinois dans différentes langues européennes Le Traité des mutations. La chinoiserie est traitée avec originalité dans la pièce de Carlo Gozzi Turandot et dans L'Orphelin de la Chine de Voltaire, qui s'inspire d'une traduction réalisée dans les années 1730 par R.P. de Prémare de la pièce de théâtre L'Orphelin de la famille Zhao, écrite par l'auteur chinois Ji Junxiang au XIIIe siècle. Sa pièce est adaptée plus tard en Angleterre par Arthur Murphy. Cimarosa compose un opéra sur ce thème en 1782, L'eroe cinese.
Les ballets de cour s'inspirent aussi de la Chine ; apparaissent des ballets intitulés La Chine galante, Pastorale chinoise, Le Mandarin, etc. mettant en scène une Chine imaginaire et exotique.

### Études sur la Chinoiserie
Longtemps ignoré par les études sur la Chine et sa culture, la Chinoiserie fait aujourd'hui l'objet d'un intérêt renouvelé tant en Chine qu'en Europe. Les études sur la porcelaine d'exportation sont rares puisqu'elle ne correspond pas à la porcelaine « vraie » de style classique « guan » apprécié par l'Empereur Kangxi et sa cour. Cependant, c'est à travers les motifs exportés que la culture chinoise rayonne dans le monde.
Redécouverte, la chinoiserie est aujourd'hui étudiée tant par rapport à l'esthétique rococo et du baroque tardif dans les musées consacrés à la porcelaine et à la céramique, aux arts décoratifs que dans la perspective des échanges commerciaux Asie-Europe.